# Storia degli ospedali
La storia degli ospedali inizia nell'antichità con alcune strutture religiose o militari dell'Antica Grecia e dell'Impero Romano, ma anche del subcontinente indiano. I precursori degli ospedali furono infatti i templi asclepiani dell'antica Grecia e poi gli ospedali militari dell'antica Roma: i templi greci erano dedicati agli ammalati e agli infermi, ma non somigliavano affatto ai moderni ospedali, mentre i Romani non avevano ospedali pubblici civili, ma soltanto militari.
Infatti, l'ospedale pubblico come tale non è esistito fino all'avvento del Cristianesimo: verso la fine del IV secolo, si ebbe la fondazione del primo ospedale cristiano nell'Impero Romano d'Oriente da parte di Basilio di Cesarea: dopo il primo, nel giro di pochi decenni l'ospedale si era diffuso universalmente nella società bizantina, dunque anche a Roma, dove il primo nosocomio fu fondato da Fabiola, e nel resto d'Italia, in Oriente e in Nord Africa. L'ospedale avrebbe poi avuto un ulteriore sviluppo e diffusione non solo nella società bizantina, ma da essa si diffuse in tutte le società medievali europee e islamiche dal V al XV secolo.
L'età delle esplorazioni geografiche degli Europei esportò gradualmente gli ospedali occidentali nelle nuove colonie in Nord America, Africa e Asia. Essi si affiancarono ai luoghi di cura delle tradizioni locali: in Asia i templi buddhisti e i monasteri erano infatti anche luoghi di cura.
All'inizio dell'era moderna la cura e la guarigione sarebbero diventate un ambito secolare in Occidente per molti ospedali. Durante la prima e la seconda guerra mondiale furono creati molti ospedali militari e furono trovare molte innovazioni in ambito ospedaliero. Dopo la seconda guerra mondiale, gli ospedali gestiti dai governi sono aumentati di numero in Corea, Giappone, Cina e Medio Oriente. Verso la fine del XX secolo, si formarono reti ospedaliere e organizzazioni sanitarie governative per controllare meglio i costi dei vari gruppi di ospedali e condividerne le risorse; in Occidente molti ospedali più piccoli e meno efficienti sono stati chiusi perché non venivano considerati sostenibili.

## Antichità
Le prime istituzioni documentate nel fornire cure erano gli antichi templi egizi. Nella storia antica, sono stati documentati ospedali anche in Grecia, a Roma, nel subcontinente indiano e in Persia. Nelle culture antiche, religione e medicina erano collegate.

### Grecia

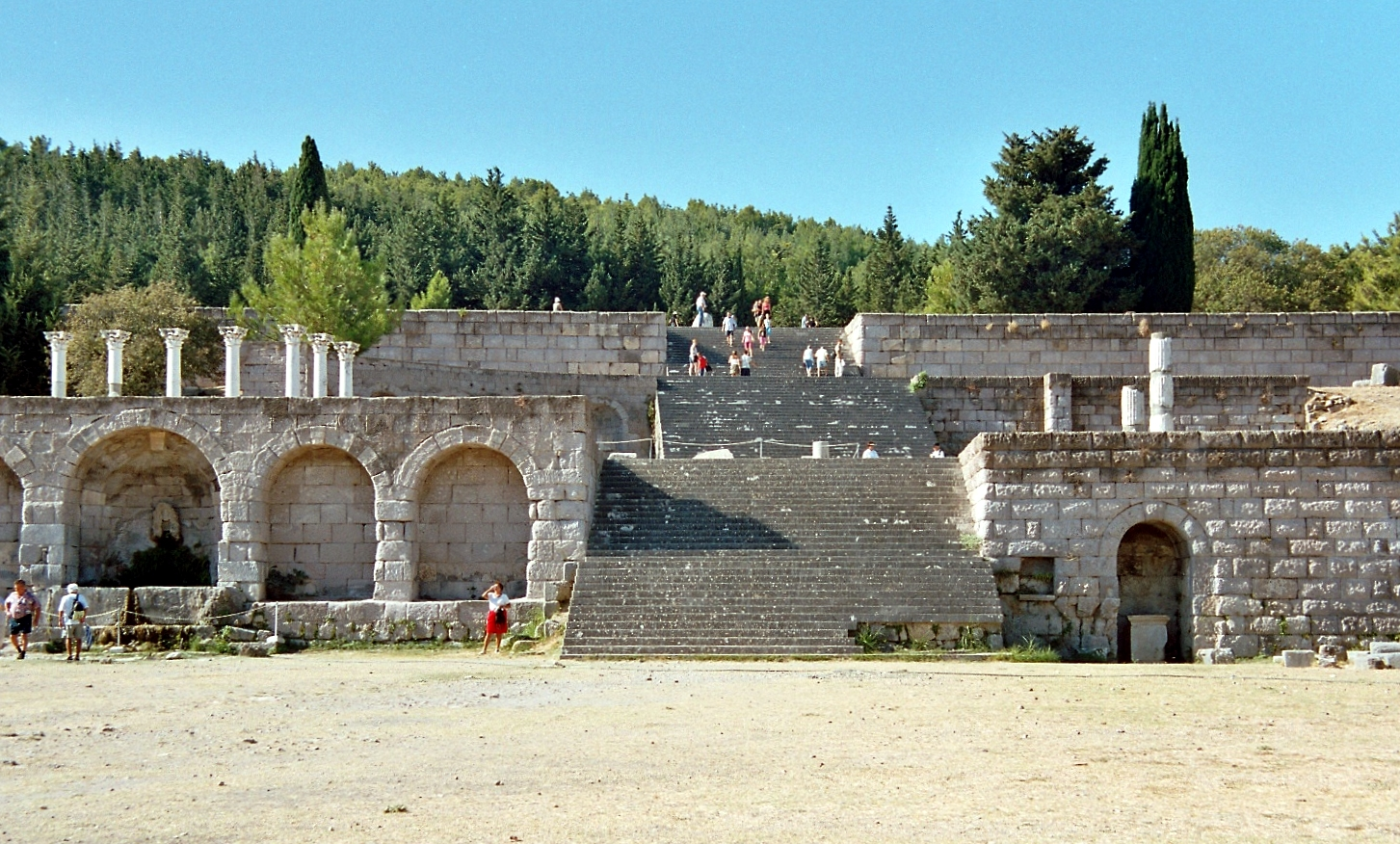
Veduta dell'Askleipion di Kos, l'esempio meglio conservato di un Asklepieion greco.

Nell'antica Grecia, i templi dedicati al dio guaritore Asclepio, noti come Asclepieia (in greco antico: Ἀσκληπιεῖα?, singolare Asclepieion, Ἀσκληπιεῖον), funzionavano come centri di consulenza medica, prognosi e guarigione. Gli Asclepeia fornivano spazi attentamente controllati favorevoli alla guarigione e soddisfacevano molti dei requisiti delle istituzioni per la cura. Sotto il nome latino Æsculapius, fu costruito un tempio romano, nel 291 a.C., a Roma sull'isola sul Tevere, l'Isola Tiberina, dove venivano eseguiti riti e trattamenti simili.
In questi santuari, i pazienti entravano in uno stato di sonno indotto noto come enkoimesis (ἐγκοίμησις ) non diversamente dall'anestesia, in cui ricevevano la guida della divinità in sogno. Nell'Asclepieion di Epidauro, tre grandi lastre di marmo datate 350 a.C. riportano i nomi, i casi clinici, i reclami e le cure di circa 70 pazienti che sono venuti al tempio con un problema medico e lo hanno lì documentato. Alcune delle cure chirurgiche elencate, come l'apertura di un ascesso addominale o la rimozione di materiale estraneo traumatico, sono abbastanza realistiche per aver avuto luogo, ma con il paziente in uno stato di enkoimesis indotto con l'aiuto di sostanze soporifere come l'oppio. Il culto di Asclepio fu adottato anche dai Romani.
La marina ateniese aveva una nave chiamata Therapia, e la marina romana aveva una nave chiamata Esculapio, i cui nomi indicavano che potevano essere navi ospedale.

### Impero romano

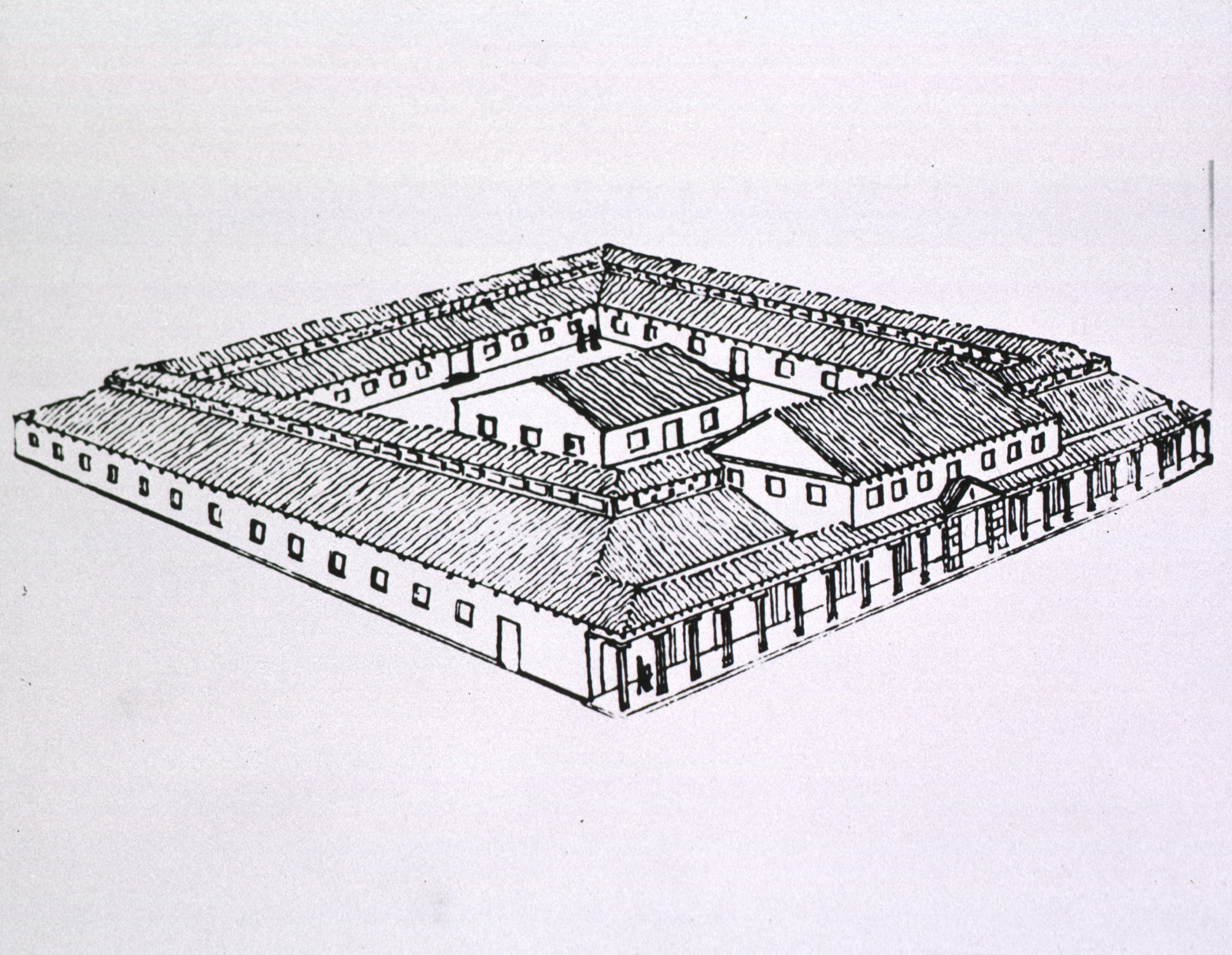
Ricostruzione dell'ospedale militare romano di Windisch, Svizzera

I Romani cominciarono a costruire edifici chiamati valetudinaria per la cura di schiavi malati, gladiatori e soldati già intorno al 100 a.C.: molti però risalgono anche ad epoche successive. Se loro funzione ospedaliera dei valetudinaria è considerata dimostrata, permangono ancora dei dubbi sulla loro reale diffusione nell'impero, che forse era più limitata di quanto si è creduto in passato: infatti molti sono stati identificati solo in base alla disposizione dei resti degli edifici, e non anche grazie a documenti superstiti o a rinvenimenti della strumentazione dei medici.
L'accettazione del Cristianesimo nell'Impero Romano ha portato ad un allargamento dell'offerta di assistenza sanitaria. Infatti, dopo il primo concilio di Nicea nel 325 d.C. si iniziò la costruzione di un ospedale in ogni città cattedrale: tra i primi ci furono quelli costruiti dal medico San Sansone a Costantinopoli e da Basilio di Cesarea nell'odierna Turchia verso la fine del IV secolo, mentre Fabiola veniva riconosciuta tra i cristiani come la fondatrice del primo nosocomio a Roma. All'inizio del V secolo, gli ospedali erano già diventati onnipresenti in tutto l'Oriente cristiano, cosa che ha costituito un sostanziale cambiamento nella società rispetto all'era precristiana dell'Impero Romano, quando infatti non esistevano ospedali civili. L'ospedale di Basilio venne chiamato "Basilia": esso era simile ad una vera e propria città e comprendeva alloggi sia per medici che infermieri, oltre ad edifici distinti per le varie tipologie di pazienti: una sezione separata era destinata ai lebbrosi. Alcuni ospedali ospitavano anche biblioteche e programmi di formazione: i medici completavano i loro studi di medicina e farmacologia con il supporto dei manoscritti.
Pertanto, l'assistenza medica nel ricovero ospedaliero con il senso che ancora oggi consideriamo essere caratteristica degli ospedali è stata una novità culturale introdotta dalla dottrina religiosa della misericordia cristiana e dall'iniziativa bizantina. Il personale dell'ospedale bizantino comprendeva il capo medico  (archiatroi), gli infermieri professionisti (hypourgoi) e gli inservienti (hyperetai). Nel XII secolo Costantinopoli aveva due ospedali ben organizzati, gestiti da medici sia maschi che femmine. Le strutture includevano procedure di trattamento sistematico e reparti specializzati nelle varie malattie.

### Subcontinente indiano: Sri Lanka

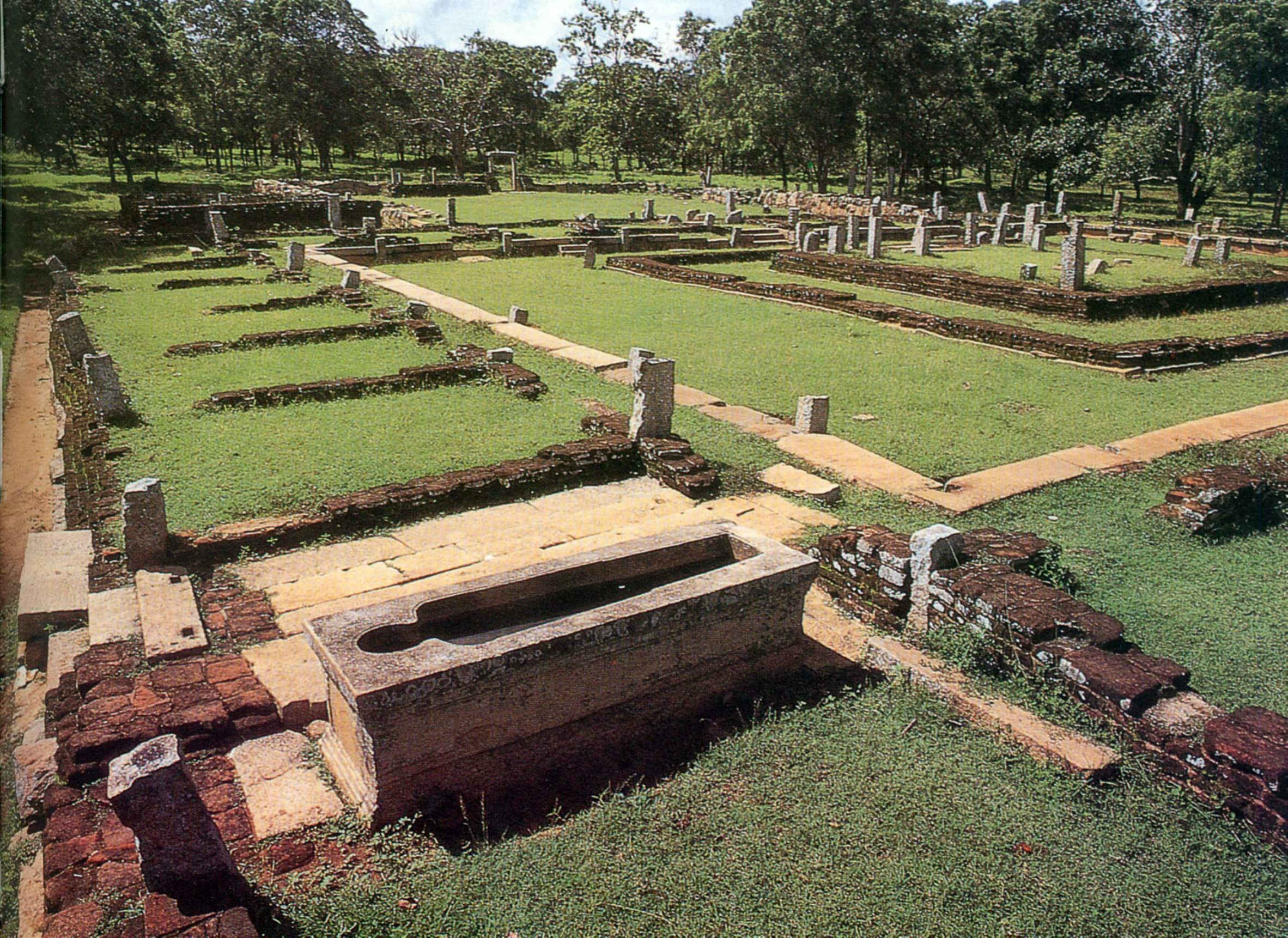
Rovine di un ospedale di duemila anni sono state scoperte nella storica città di Anuradhapura, Mihintale, nello Sri Lanka

La prima enciclopedia di medicina in sanscrito che sia sopravvissuta fino a noi, il Charaka Samhita ("Compendio di Caraka", datato dallo storico-medico Dominik Wujastyk al periodo compreso tra il 100 a.C. e il 150 d.C.) descrive proprio la costruzione di un ospedale. La descrizione di Fǎxiǎn è uno dei primi resoconti di un sistema ospedaliero civile di una qualunque parte del mondo: questa prova, unita alla descrizione di Caraka di una clinica bene equipaggiata, suggerisce che l'India potrebbe essere stata la prima area del mondo ad aver sviluppato un sistema organizzato di erogazione di prestazioni mediche su base istituzionale.
All'opposto, sono considerate errate le informazioni di molte fonti secondarie che affermano che il re Ashoka abbia fondato negli ospedali nel ca. 230 a.C..
Secondo il Mahavamsa, l'antica cronaca della famiglia reale singalese scritta nel VI secolo d.C., il re Pandukabhaya dello Sri Lanka, regnante dal 437 a.C. al 367 a.C., fece costruire case e ospedali (Sivikasotthi-Sala) in varie aree del Paese: questa è comunque la prima prova documentaria che abbiamo su istituzioni specificamente dedicate alla cura dei malati in una qualsiasi parte del mondo. L'ospedale a Mihintale considerato da alcuni studiosi il più antico del mondo, anche se non è più utilizzato come tale
Rovine di antichi ospedali in Sri Lanka esistono ancora a Mihintale, Anuradhapura e Medirigiriya. Recenti ritrovamenti archeologici dell'ospedale di Tissamaharama risalgono al I - II secolo d.C. e risale a 600–700 anni prima dei ben noti ospedali di Mihintale e Polonnaruwa e dunque risultando il più antico mai scoperto nell'Asia meridionale, indicando una lunga tradizione medica sull'isola.

### Persia
L'Accademia di Gondishapur era un ospedale dotato anche di un centro di formazione medica nella città di Gundeshapur, in Persia. Gundeshapur fu fondata nel 271 d.C. dal re sassanide Shapur I; essa era una delle principali città della provincia del Khuzestan dell'impero persiano, nell'attuale Iran. Una grande percentuale della popolazione era siriaca, la maggior parte della quale cristiana.
Sotto il dominio di Khusraw I, nel 529, giunsero a Gundeshapur come rifugiati anche i filosofi cristiani greci nestoriani, compresi gli studiosi provenienti dalla Scuola Persiana di Edessa (Urfa), chiamata anche "Accademia di Atene", un'università teologica e medica cristiana. Questi studiosi avevano ottenuto il rifugio in seguito alla chiusura dell'accademia da parte dell'imperatore Giustiniano. Si occupavano di scienze mediche e hanno avviato i primi progetti di traduzione di testi medici.
L'arrivo di questi medici da Edessa segna l'inizio dell'ospedale e centro medico di Gundeshapur: esso comprendeva una scuola di medicina e un ospedale (bimaristan), un laboratorio di farmacologia, un centro di traduzioni, una biblioteca e un osservatorio astronomico. Anche medici indiani contribuirono alla scuola di Gundeshapur, in particolare il medico Mankah. Successivamente, dopo l'invasione islamica, gli scritti di Mankah e del medico indiano Susruta furono tradotti in arabo nella Casa della Sapienza di Baghdad.

## Dal V al XV secolo
Nel periodo medievale il termine hospitale indicava una grande varietà di strutture: ostelli per viaggiatori e pellegrini, dispensari per soccorsi dei poveri, cliniche e ambulatori per feriti e case per ciechi, zoppi, anziani e malati di mente. Gli ospedali monastici svilupparono molti trattamenti, sia terapeutici che spirituali.
Il XIII secolo vide la costruzione di un grande numero di ospedali. Le città italiane, che in questo periodo conobbero la fioritura dei comuni, guidarono questa espansione: Milano aveva non meno di una dozzina di ospedali e Firenze prima della fine del XIV secolo aveva una trentina di ospedali, mentre Roma, meta di pellegrinaggi alla tomba di San Pietro sin dalla tarda antichità, ne disponeva di circa una trentina di cui alcuni di grandi dimensioni. Alcuni di questi ospedali trovarono sede in edifici di grande pregio architettonico ed artistico: a Milano una parte dell'ospedale generale fu progettata dal Bramante e un'altra parte da Michelangelo. Al Medioevo risale anche la nascita dell'Ospedale di Siena sorto sulla via Francigena percorsa dai pellegrini. Oltre all'Italia, questo movimento di diffusione ospedaliera si è diffuso ovunque in Europa. Rudolf Virchow, patologo tedesco, in un articolo sugli ospedali, illustrò che ogni città della Germania di cinquemila abitanti aveva il suo ospedale: fece risalire questo movimento ospedaliero a Papa Innocenzo III, e sebbene fosse poco incline alla religione dei papi, non esitò a lodare questo pontefice per tutto ciò che aveva realizzato a beneficio dei bambini e dell'umanità sofferente. Innocenzo fondò l'Ospedale di Santo Spirito in Sassia a Roma nel 1198 sul luogo di uno xenodochium destinato ai pellegrini, con annessa una Schola, fondato già nel 727 dal re sassone Ine del Wessex: questo hospitale comprendeva anche un brefotrofio con una ruota degli esposti.

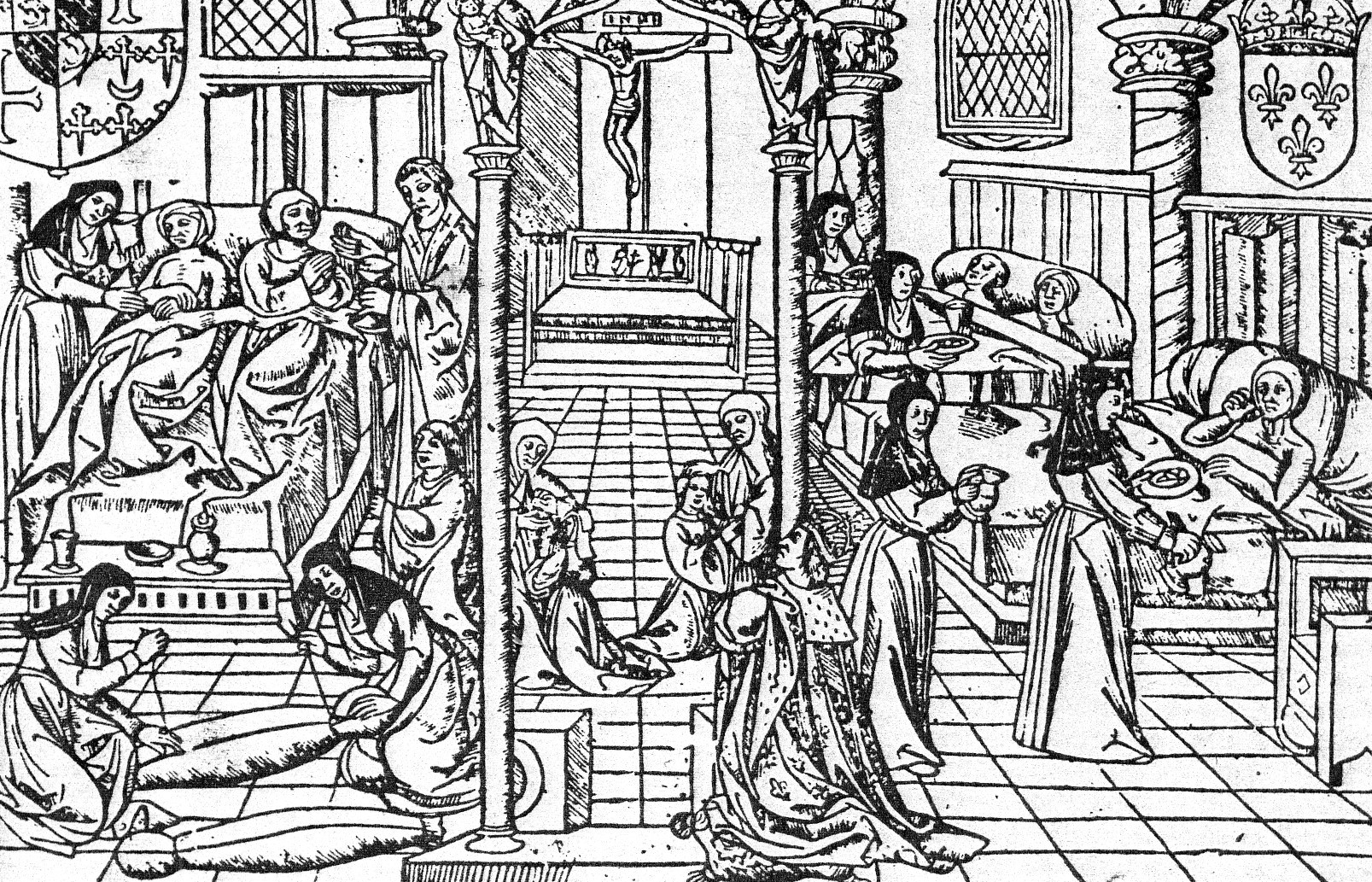
L'Hôtel-Dieu de Paris nel 1500: i pazienti relativamente sani (a destra) sono separati dai malati gravi (a sinistra).

Gli ospedali iniziarono ad apparire in gran numero in Francia e in Inghilterra. In seguito all'invasione normanna francese in Inghilterra, l'esplosione degli ideali francesi portò la maggior parte dei monasteri medievali a sviluppare un hospitium o ospizio per pellegrini. Questo hospitium alla fine si sviluppò in quello che oggi intendiamo come un ospedale, con vari monaci e aiutanti laici che fornivano assistenza medica ai pellegrini malati e alle vittime delle numerose piaghe e malattie croniche che affliggevano l'Europa occidentale medievale.
Lo storico Benjamin Lee Gordon (1870-1965) sostenne la teoria secondo cui l'ospedale - così come lo conosciamo - è un'invenzione francese, ma che in origine era stato sviluppato per isolare i lebbrosi e le vittime di peste, e solo in seguito ha subito modifiche per alloggiare i pellegrini. Grazie ad un brano del XII secolo ben conservato del monaco Eadmer della cattedrale di Canterbury, abbiamo un eccellente resoconto dell'obiettivo del vescovo Lanfranc sullo stabilire e mantenere questi primi ospedali:
| 543 (circa)   | Primo ospedale costruito a Monte Cassino da San Benedetto, primo di diversi ospedali monastici benedettini.       |
| 529           | Fondazione dell'Accademia di Gundishapur: ospedale e centro di istruzione in Persia.                              |
| 580           | Primo xenodochium (piccolo ospedale) spagnolo, fondato dal vescovo Masona a Mérida.                               |
| 706/707       | al-Wāḥid Bimāristān (lett. "Primo ospedale", era il primo ospedale islamico fondato a Damasco.                    |
| 727           | L'Ospedale di Santo Spirito in Sassia viene fondato a Roma, Italia.                                               |
| 800 (o prima) | Viene fondato un ospedale nello Sri Lanka a Mihintale.                                                            |
| 805           | Bimaristan (ospedale medievale islamico) costruito a Baghdad.                                                     |
| 829           | A Parigi viene fondato l'Hôtel-Dieu.                                                                              |
| 872           | Al Cairo viene fondato l'Ospedale di al-Fustat.                                                                   |
| 981           | Il Bimaristan al-ʿAdudī è costruito a Baghdad dal buwayhide 'Adud al-Dawla.                                       |
| 1083-1084     | Hospital of St Nicholas, ospedale per viaggiatori a Nantwich in Inghilterra.                                      |
| 1085          | Hospital of St John the Baptist (Winchester), casa di carità che diventerà un ospedale a Winchester, Inghilterra. |
| 1090          | L'ospedale Santa Maria della Scala viene fondato a Siena.                                                         |
| 1197          | Hôpital de La Grave, usato per la cura delle piaghe tra il 1508 e il 1514.                                        |
| 1211 – 1222   | L'Ospedale di San Paolo, uno dei primi ospedali francescani, viene fondato a Firenze.                             |
| 1249          | Great Hospital, ospedale medievale ancora operante a Norwich, Inghilterra.                                        |
| 1277          | Ospedale del Ceppo, fondazione dell'ospedale medievale per i poveri a Pistoia.                                    |
| 1288          | Ospedale di Santa Maria Nuova, il più antico ospedale ancora operante a Firenze                                   |
| XIII secolo   | Maristan di Sidi Frej, influente ospedale (Maristan) a Fez in Marocco.                                            |
| 1325 (circa)  | Hospital of St John the Baptist, Arbroath, Arbroath, Scozia; ospedale altomedievale.                              |
| 1339          | Primo nucleo dell'Ospedale San Giacomo degli Incurabili a Roma.                                                   |
| 1388          | Fondazione dell'Ospedale universitario di Heidelberg, il più antico in Germania.                                  |
| 1454          | Hôtel-Dieu de Lyon, ospedale medievale a Lione, Francia.                                                          |
| 1456          | Ospedale Maggiore di Milano, fondato dal duca di Milano e ancora operante.                                        |
| 1449          | Policlinico San Matteo, ospedale universitario a Pavia.                                                           |
| 1491          | Fondazione dell'ospedale Dar al-Shifa' nella Città Vecchia di Hyderabad, in India.                                |

### Ospedali europei medievali
Gli ospedali medievali in Europa seguirono un modello simile a quello originario bizantino, dunque di ispirazione religiosa. Questi erano infatti delle vere e proprie comunità religiose, curate da monaci e monache cristiani. Un antico termine francese per indicare l'ospedale è infatti hôtel-Dieu, ovvero "ostello di Dio". Diversi ospedali erano annessi ai monasteri, mentre altri invece erano indipendenti e avevano le proprie dotazioni, solitamente di proprietà, le quali fornivano reddito per il proprio sostentamento. Alcuni ospedali erano multifunzionali mentre altri erano nati per scopi specifici come i lebbrosari, o come rifugi per i poveri, o per i pellegrini (in questo caso erano situati lungo vie di pellegrinaggio come la via Francigena): non tutti pertanto si prendevano cura dei malati.
La Regola di San Benedetto, redatta da San Benedetto da Norcia (480-543 d.C.), fondatore del monachesimo occidentale, dell'Ordine di San Benedetto e oggi patrono d'Europa, imponeva l'obbligo morale di prendersi cura dei malati. Intorno al 529 d.C. Benedetto fondò il primo monastero in Europa presso Monte Cassino, su una collina tra Roma e Napoli: esso divenne il modello per il monachesimo occidentale e uno dei maggiori centri culturali d'Europa per tutto il Medioevo.

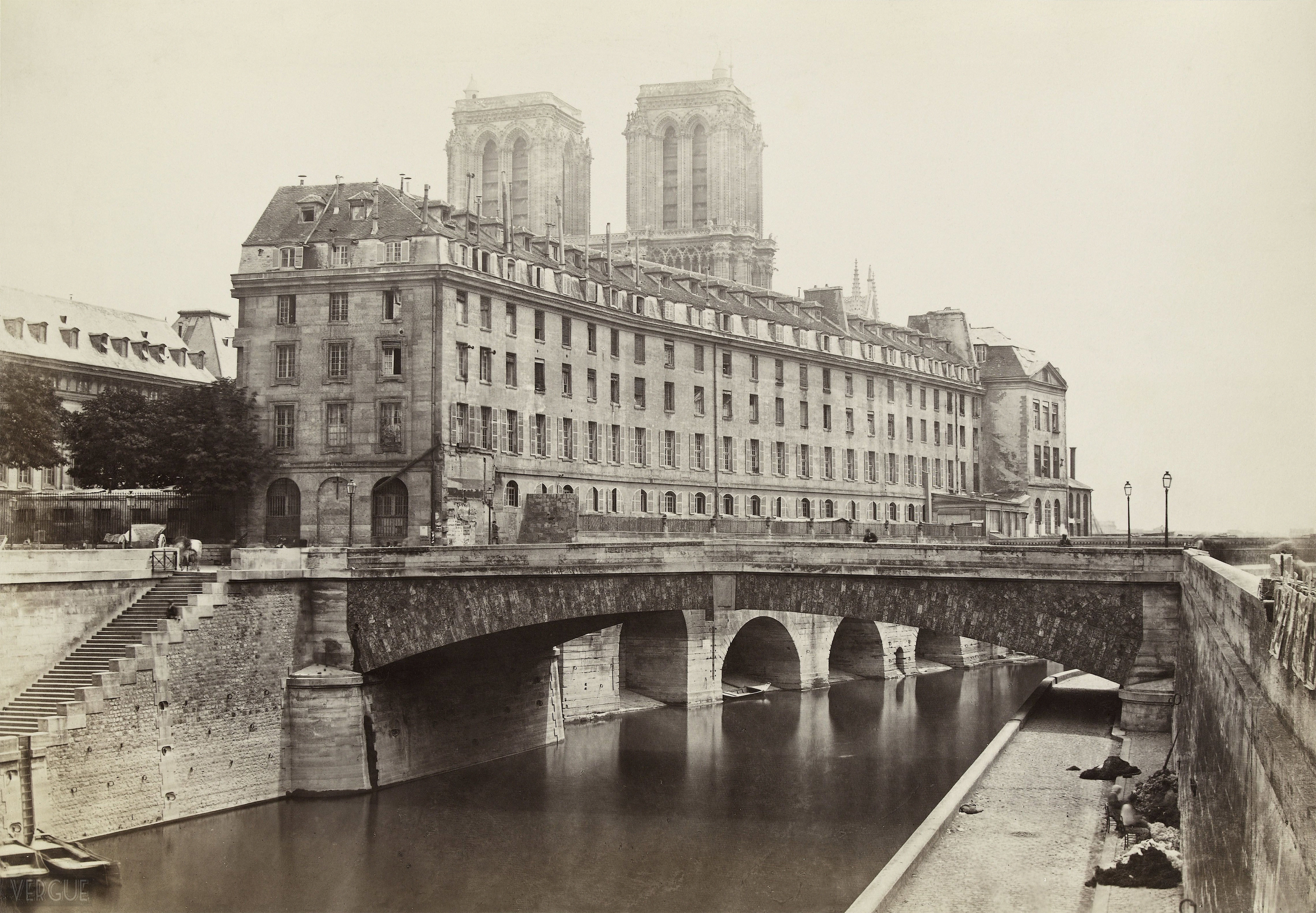
Hôtel-Dieu di Parigi, uno degli ospedali più antichi al mondo ancora in attività.

Il primo ospedale spagnolo, fondato dal vescovo cattolico visigoto Masona nel 580 d.C. a Mérida, era uno xenodochium progettato tanto per essere sia locanda per i viaggiatori (principalmente pellegrini diretti al santuario di Eulalia di Mérida) che un ospedale per cittadini e agricoltori locali. La dotazione dell'ospedale consisteva in fattorie per nutrire i suoi pazienti e ospiti. Dal racconto di Paolo Diacono apprendiamo che questo ospedale era dotato di medici e infermieri, la cui missione includeva l'assistenza ai malati ovunque si trovassero, "schiavi o liberi, cristiani o ebrei". Nel 650 fu fondato a Parigi l'"Hôtel-Dieu" (anche se la sua prima testimonianza scritta risale al 829), considerato da molti come il più antico ospedale del mondo ancora in funzione oggi. Esso era un'istituzione polivalente che si prendeva cura dei malati e dei poveri, offrendo alloggio, cibo e cure mediche.
Durante la fine dell'VIII e l'inizio del IX secolo, l'imperatore Carlo Magno decretò che quegli ospedali che erano stati ben condotti prima del suo tempo ed erano caduti in rovina dovevano essere ripristinati secondo le esigenze del tempo. Ordinò inoltre che un ospedale fosse collegato a ciascuna cattedrale e monastero.
Durante il X secolo, i monasteri divennero un elemento dominante nell'attività ospedaliera. La famosa abbazia benedettina di Cluny, fondata nel 910, ha dato l'esempio che è stato ampiamente imitato in Francia e Germania. Ogni monastero aveva, oltre alla sua infermeria per i religiosi, un ospedale in cui venivano curati gli esterni. Questi erano responsabili dell'elemosynarius, i cui compiti, accuratamente prescritti dalla regola, includevano ogni tipo di servizio che il visitatore o il paziente potesse richiedere.
Poiché l'Elemosynarius era obbligato a cercare i malati e i bisognosi del vicinato, ogni monastero divenne un centro per il sollievo della sofferenza. Tra i monasteri degni di nota a questo riguardo c'erano quelli dei Benedettini a Corbie in Piccardia, Hirschau, Braunweiler, Deutz, Ilsenburg, Liesborn, Prüm e Fulda; quelli dei Cistercensi ad Arnsberg, Baumgarten, Eberbach, Himmenrode, Herrnalb, Volkenrode e Walkenried.
Non meno efficiente è stato il lavoro svolto dal clero diocesano secondo le disposizioni disciplinari dei concili di Aquisgrana (817, 836), che prescrivevano la manutenzione di un ospedale in collegamento con ciascuna collegiata. I canonici erano obbligati a contribuire al sostegno dell'ospedale e uno di loro si occupava dei reclusi. Poiché questi ospedali erano situati nelle città, furono fatte più numerose richieste a loro che a quelli annessi ai monasteri. In questo movimento il vescovo prese naturalmente l'iniziativa, da qui gli ospedali fondati da Eriberto († 1021) a Colonia, Godard († 1038) a Hildesheim, Conrad († 975) a Costanza e Ulrico († 973) ad Augusta. Ma una disposizione simile è stata presa dalle altre chiese; così a Treviri gli ospedali di San Massimino, San Matteo, San Simeone e San Giacomo presero i loro nomi dalle chiese a cui erano attaccati. Durante il periodo 1207–1577 in Germania furono fondati non meno di centocinquantacinque ospedali.
L'Ospedale Maggiore di Milano, tradizionalmente chiamato Ca' Granda, fu costruito come uno dei primi ospedali comunitari, la più grande impresa del genere del XV secolo. Commissionato da Francesco Sforza nel 1456 su progetto di Antonio Filarete è tra i primi esempi di architettura rinascimentale in Lombardia.
I Normanni portarono con sé il loro sistema ospedaliero quando conquistarono l'Inghilterra nel 1066. Unendosi alla tradizionale proprietà fondiaria e ai costumi, le nuove case di beneficenza divennero popolari e si distinsero sia dai monasteri inglesi che dagli ospedali francesi. Hanno dispensato elemosine e medicine, e sono stati generosamente donati dalla nobiltà e dalla nobiltà che contavano su di loro per le ricompense spirituali dopo la morte.

### Ospedali islamici medievali

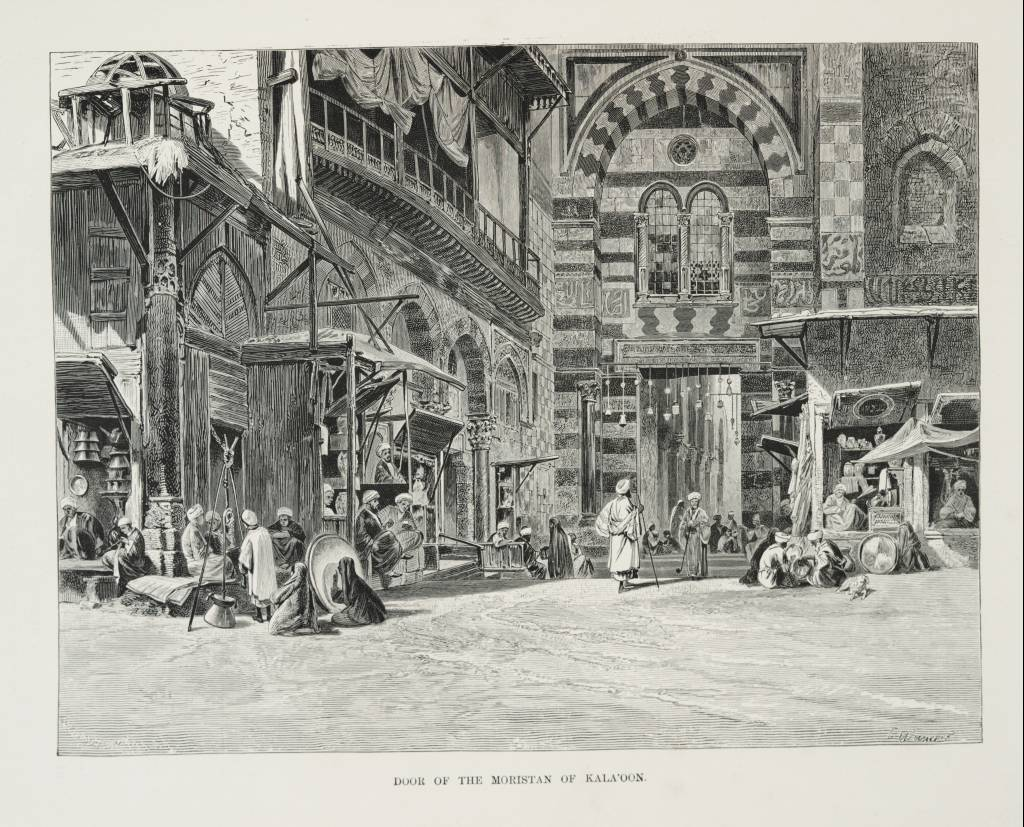
Ingresso dal complesso di Qalawun al Cairo, in Egitto, che ospitava il celebre ospedale Manṣūrī.

Il primo ospedale islamico, indicato con la parola di origine persiana "Bimaristan", composta dalle parole "bimar", ovvero "malato", e "stan" (dove si sta, dove si risiede), nato come luogo di asilo per il contenimento della lebbra, fu costruito all'inizio dell'VIII secolo: qui venivano alloggiati i pazienti, ma, come pure i ciechi, ricevevano uno stipendio per mantenere le loro famiglie. Nel mondo islamico medievale, con "bimāristān" si indicava dunque una struttura ospedaliera dove i malati venivano accolti, assistiti e curati da personale qualificato.
Il primo ospedale generale islamico fu costruito nell'805 d.C. a Baghdad da Hārūn al-Rashīd; nel X secolo Baghdad disponeva di altri cinque ospedali, mentre Damasco nel XV secolo aveva sei ospedali e la sola Cordova aveva 50 grandi ospedali, molti dei quali esclusivamente per i militari. Molti dei primi importanti ospedali islamici furono fondati con l'assistenza di cristiani come Jibrāʾīl ibn Bakhtīshū di Jundishapur.
La Biblioteca Nazionale di Medicina degli Stati Uniti accredita l'ospedale come un prodotto della civiltà islamica medievale. Rispetto alle istituzioni cristiane contemporanee, che erano strutture di soccorso per poveri e malati offerte da alcuni monasteri, l'ospedale islamico era un'istituzione più elaborata avente una gamma più ampia di funzioni. Nell'Islam, vigeva l'imperativo morale di curare i malati indipendentemente dalla situazione finanziaria. Gli ospedali islamici tendevano ad essere grandi strutture urbane, ed erano in gran parte istituzioni secolari, molte delle quali aperte a tutti, uomini o donne, civili o militari, bambini o adulti, ricchi o poveri, musulmani o non musulmani. L'ospedale islamico serviva a diversi scopi, come un centro di cure mediche, una casa per pazienti che guarivano da malattie o incidenti, un manicomio e una casa di riposo con bisogni di manutenzione di base per anziani e infermi.
L'ospedale tipico era diviso in reparti come malattie sistemiche, chirurgia e ortopedia con ospedali più grandi con specialità più diverse. "Malattie sistemiche" era l'equivalente approssimativo della medicina interna odierna ed era ulteriormente suddivisa in sezioni come febbre, infezioni e problemi digestivi. Ogni dipartimento aveva un ufficiale in carica, un ufficiale che presiede e uno specialista della supervisione. Gli ospedali avevano anche aule e biblioteche. Il personale degli ospedali comprendeva ispettori sanitari, che regolavano la pulizia, contabili e altro personale amministrativo. L'ospedale di Baghdad impiegava venticinque medici del personale. Gli ospedali erano tipicamente gestiti da un consiglio di tre uomini che comprendeva un amministratore non medico, il capo-farmacista, chiamato shaykh saydalānī, che era di grado uguale al capo medico, che serviva come mutwalli (preside). Le strutture mediche tradizionalmente chiudevano ogni notte, ma nel X secolo furono approvate leggi per mantenere gli ospedali aperti 24 ore al giorno.
Per i casi meno gravi, i medici assumevano personale ambulatoriale. Le città avevano anche centri di primo soccorso gestiti da medici per le emergenze che spesso si trovavano in luoghi pubblici affollati, come i grandi raduni per la preghiera del venerdì per prendersi cura delle vittime. La regione aveva anche unità mobili gestite da medici e farmacisti che avrebbero dovuto soddisfare le necessità delle comunità remote. Baghdad era anche noto per avere un ospedale separato per i detenuti dall'inizio del X secolo dopo che il visir ʿAlī ibn ʿĪsā ibn Jarrāḥ ibn Thābit scrisse al capo ufficiale medico di Baghdad che "le prigioni devono avere i propri medici che dovrebbero esaminarli ogni giorno". Il primo ospedale costruito in Egitto, nel quartiere sud-occidentale del Cairo, è stata la prima struttura documentata per la cura di malattie mentali, mentre il primo ospedale psichiatrico islamico fu aperto a Baghdad nel 705.
Gli studenti di medicina avrebbero accompagnato i medici e avrebbero partecipato alla cura dei pazienti. Gli ospedali di quest'epoca furono i primi a richiedere diplomi medici per ottenere la licenza per i medici. Il test di autorizzazione è stato somministrato dall'ufficiale medico-capo nominato dal governo della regione. Il test aveva due passaggi; il primo era quello di scrivere un trattato sull'argomento su cui il candidato desiderava ottenere un certificato: sia una ricerca originale o un commento di testi esistenti, che erano incoraggiati per esaminare gli errori delle pratiche enti. Il secondo passo era rispondere alle domande in un'intervista con l'ufficiale medico capo. I medici avevano orari fissi e gli stipendi del personale medico erano regolati per legge. Per regolamentare la qualità dell'assistenza e arbitrare nei casi dubbi, si riferisce che se un paziente moriva, la sua famiglia presentava le prescrizioni del medico al primario che giudicava se la morte fosse naturale o se fosse stata per negligenza: nel qual caso la famiglia aveva diritto ad un risarcimento da parte del medico. Gli ospedali avevano settori maschili e femminili mentre alcuni ospedali curavano solo uomini e altri ospedali, con personale medico femminile, curavano solo donne. Le donne medico praticavano la medicina, ma molte si concentravano principalmente sull'ostetricia.
La legge proibiva agli ospedali di allontanare i pazienti che non erano in grado di pagare. Alla fine, furono formate fondazioni di beneficenza chiamate waqf per sostenere gli ospedali e le scuole. Una parte del bilancio statale fu destinata anche alla manutenzione degli ospedali. Mentre i servizi dell'ospedale erano gratuiti per tutti i cittadini e ai pazienti a volte veniva concesso un piccolo stipendio per aiutarli nella fase di recupero dopo la dimissione, i singoli medici occasionalmente addebitavano delle tariffe. In una notevole dotazione, un governatore dell'Egitto del XIII secolo al-Manṣūr Qālawūn ordinò una fondazione per l'ospedale di Qalawun che avrebbe contenuto una moschea e una cappella, reparti separati per diverse malattie, una biblioteca per medici e una farmacia e l'ospedale è usato ancora oggi per l'oftalmologia. L'ospedale di Qalawun aveva sede in un palazzo di età fatimide che poteva ospitare 8.000 persone - "serviva 4.000 pazienti al giorno". Il waqf dichiarò:
I primi medici più conosciuti nel mondo islamico medievale furono i polimatematici Ibn Sina (in greco: Avicenna) e al- Rāzī (Rhazes) durante il X e l'XI secolo.

### Ospedali europei nel tardo medioevo
L'Ordine Ospedaliero di San Giovanni di Gerusalemme, fondato nel 1099 (i Cavalieri di Malta) è nato con lo scopo della fondazione di un ospedale per i pellegrini in Terra Santa. In Europa, gli ospedali spagnoli sono esempi particolarmente degni di nota della virtù cristiana espressa attraverso la cura dei malati: di solito essi erano annessi a un monastero, il più delle volte eretto a forma di croce. Questo stile raggiunse il culmine più tardi, nel XVI secolo, con la costruzione dell'ospedale dello spagnolo San Giovanni di Dio, fondatore dell'Ordine Ospedaliero dei Fratelli di Giovanni di Dio (detto anche "Fatebenefratelli").
Ben presto si fondarono molti monasteri in tutta Europa, e in essi erano annessi ospedali come a Montecassino. Nell'XI secolo, alcuni monasteri formavano i propri medici. Idealmente, tali medici sostenevano l'ideale cristianizzato del guaritore che offriva misericordia e carità a tutti i pazienti e ai soldati, qualsiasi fosse il loro stato e la loro prognosi. Nel VI-XII secolo i Benedettini fondarono molte comunità di monaci di questo tipo. Più tardi, nel XII-XIII secolo, l'ordine benedettino costruì una rete di ospedali indipendenti, inizialmente per fornire assistenza generalizzata ai malati e ai feriti e poi per il trattamento della sifilide e per l'isolamento dei pazienti con malattie trasmissibili. Il movimento ospedaliero si diffuse in Europa anche nei secoli successivi, ad esempio con un ospedale da 225 posti letto costruito a York, in Inghilterra, nel 1287 e con strutture ancora più grandi istituite a Firenze, Parigi, Milano, Siena e in altre grandi città europee medievali. Nel 1120 un uomo di nome Rahere si ammalò di malaria a Roma: fu preso in cura dai monaci del piccolo ospedale presso la chiesa di San Bartolomeo, sull'Isola Tiberina, e fece voto di fondare un ospedale nel caso in cui fosse guarito. Effettivamente guarito, nel 1123 fondò fuori Londra un piccolo ospedale dei poveri: era il primo nucleo del famoso St. Bartholomew’s Hospital, ancora oggi attivo, chiamato comunemente "Bart".

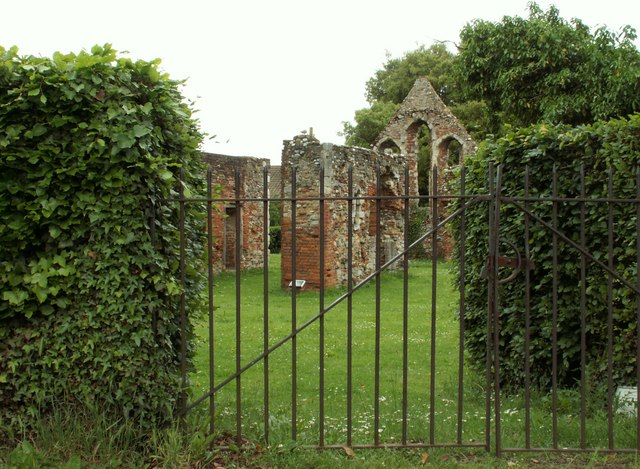
Rovine dell'ospedale St. Giles (Great Hospital)

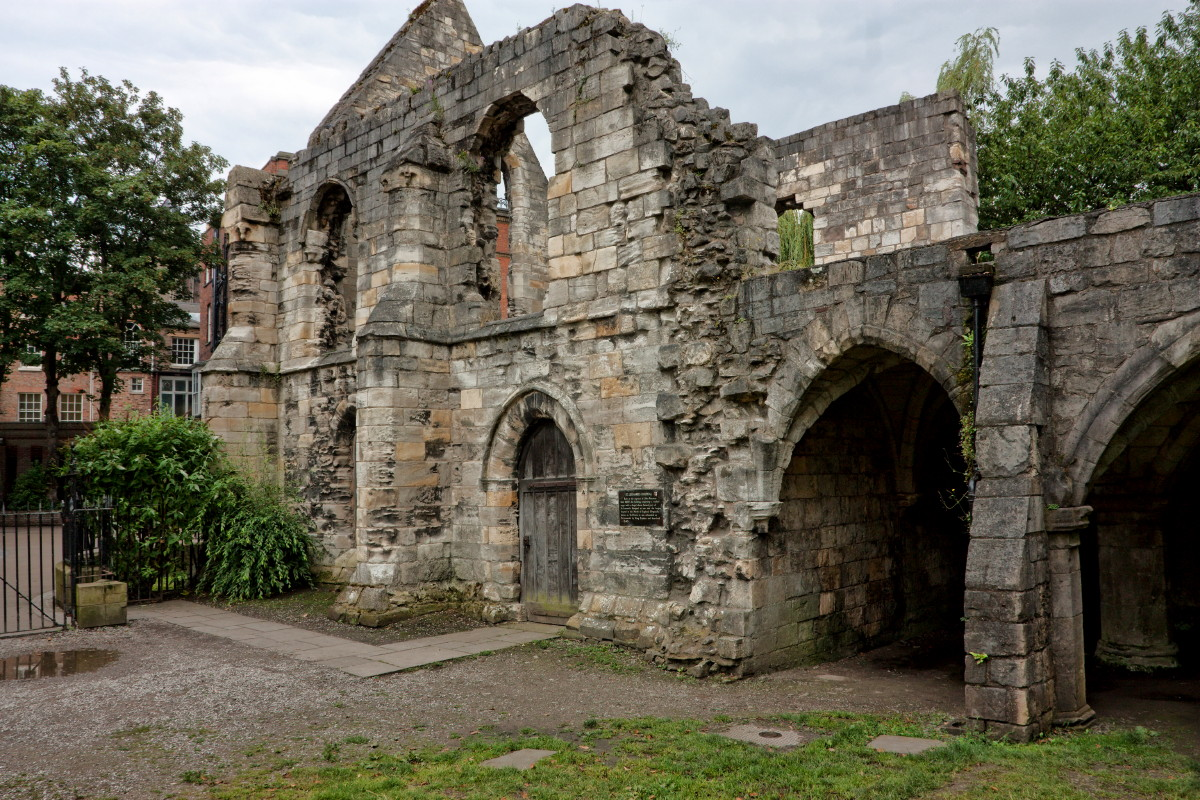
Rovine dell'ospedale di St Leonard.

Nell'Europa del Nord, durante il tardo periodo sassone, i monasteri e gli ospedali fungevano principalmente come luogo di beneficenza per i poveri. Dopo la conquista normanna del 1066, gli ospedali si riformarono come istituzioni autonome e indipendenti. Dispensatori di elemosine e medicine, venivano generosamente dotati dalla nobiltà e la nobiltà stessa contava su di essi per le ricompense spirituali dopo la morte. Col tempo, gli ospedali divennero case di beneficenza anche per le persone comuni, distinte sia dai monasteri inglesi che dagli ospedali francesi.
La funzione principale degli ospedali medievali era quella dell'adorazione di Dio. La maggior parte di essi comprendeva una cappella, con almeno un ecclesiastico e monaci che avevano l compito di aiutare con la preghiera. L'adorazione era in molti casi una priorità più alta delle cure ed era una parte importante della vita ospedaliera fino, e ancora molto tempo dopo, la Riforma. Il culto negli ospedali medievali serviva come un modo per alleviare i disturbi dei malati e assicurare la loro salvezza quando non si poteva ottenere sollievo dalla malattia.
La funzione secondaria degli ospedali medievali era la carità ai poveri, ai malati e ai viaggiatori. La carità fornita dagli ospedali si manifestava in diversi modi, tra cui il mantenimento a lungo termine degli infermi, l'assistenza a medio termine dei malati, l'ospitalità a breve termine ai viaggiatori e la distribuzione regolare di elemosine ai poveri. Sebbene questi fossero atti di carità generalmente praticati negli ospedali medievali, il grado di carità era variabile. Ad esempio, alcune istituzioni che si percepivano principalmente come una casa religiosa o un luogo di ospitalità allontanavano i malati o i moribondi nel timore che un'assistenza sanitaria troppo difficile potesse distrarre dalle pratiche di culto. Altri, tuttavia, come il St. James di Northallerton, il St. Giles Hospital di Norwich e il St. Leonard's Hospital di York, contenevano ordinanze specifiche che affermavano di dovere provvedere ai malati e che "tutti coloro che sono entrati con problemi di salute dovrebbero poter rimanere fino a quando non si sono ripresi o sono morti ". Lo studio di questi tre ospedali fornisce informazioni sulla dieta, l'assistenza medica, la pulizia e la vita quotidiana in un ospedale medievale d'Europa.
La funzione terziaria degli ospedali medievali era di supportare l'istruzione e l'apprendimento. In origine, gli ospedali istruivano cappellani e fratelli sacerdotali nell'alfabetizzazione e nella storia; tuttavia, nel XIII secolo, alcuni ospedali furono coinvolti anche nell'educazione di ragazzi e giovani adulti impoveriti. Poco dopo, gli ospedali iniziarono a fornire cibo e riparo anche agli studiosi all'interno dell'ospedale in cambio del loro aiuto negli uffici del culto.

## XVI e XVII secolo

### Ospedali in Europa della prima età moderna

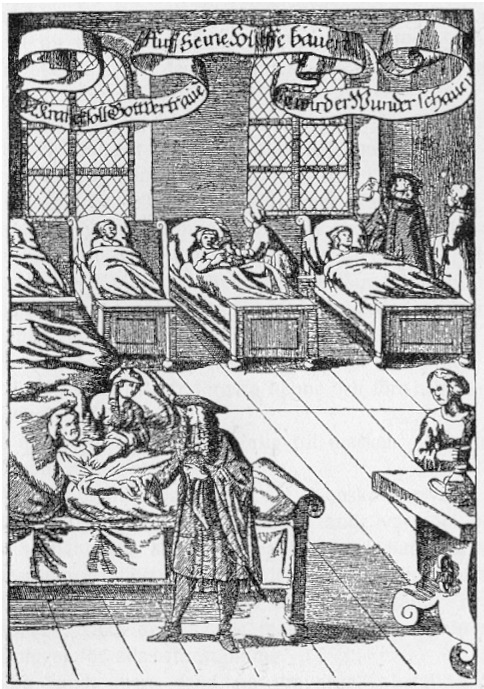
Un medico in visita ai malati in un ospedale, incisione tedesca del 1682.

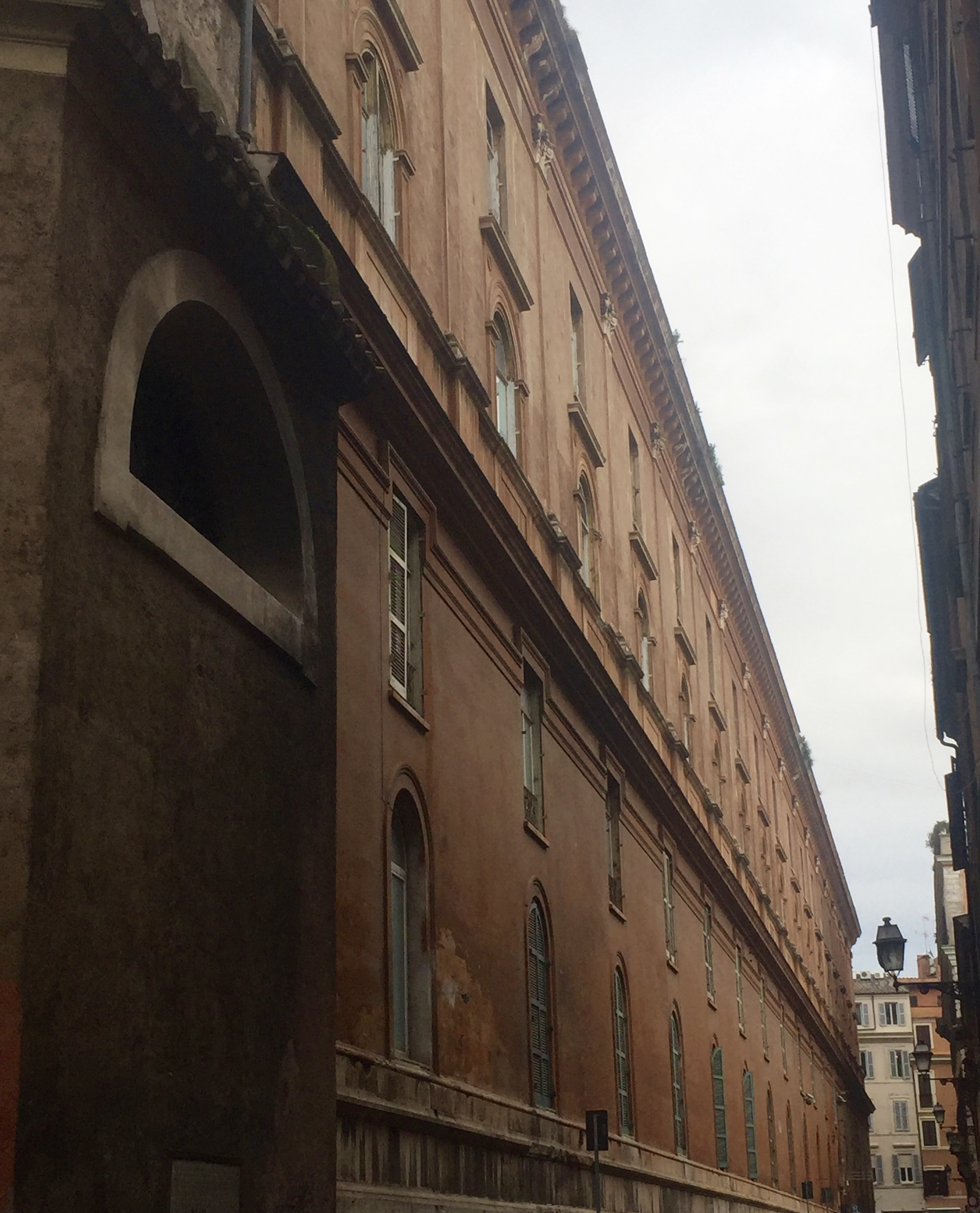
Facciata dell'Arcispedale di San Giacomo degli Incurabili a Roma, elevato ad Arcispedale nel 1515 da papa Leone X per la cura della sifilide per i più poveri. Ricostruito nel 1593, ma con origine risalente al 1339.

In molte zone d'Europa durante i secoli XVI e XVII il concetto medievale di cura cristiana si evolse in uno secolare. Il problema era teologico: i riformatori protestanti infatti respinsero la convinzione cattolica che i ricchi potessero ottenere la grazia di Dio attraverso le buone opere - e sfuggire così al purgatorio - fornendo donazioni alle istituzioni caritatevoli, e che i pazienti stessi potessero ottenere la grazia attraverso la loro sofferenza. Tuttavia, nelle aree cattoliche, in seguito alla Controriforma, continuò la pratica ospedaliera religiosa, rafforzandosi ed ampliando anzi la sua influenza all'assistenza sociale in diversi ambiti.
Nelle aree protestanti l'enfasi era sugli aspetti scientifici piuttosto che religiosi della cura del paziente, e questo ha contribuito a sviluppare una visione dell'assistenza infermieristica come professione piuttosto che come vocazione. Dopo il 1530 vi fu un piccolo sviluppo degli ospedali da parte delle principali chiese protestanti. Alcuni gruppi minori come i Moravi e i Pietisti ad Halle hanno dato anch'essi impulso agli ospedali, specialmente nel lavoro missionario.
In Inghilterra, dopo lo scioglimento dei monasteri nel 1540 da parte del re Enrico VIII, la chiesa cessò bruscamente di essere il sostenitore degli ospedali, e solo su richiesta diretta dei cittadini di Londra, gli ospedali storici di San Bartolomeo, San Tommaso e Santa Maria di Betlemme (Bedlam) furono dotati direttamente dalla corona: fu proprio a St. Bartholomew che William Harvey condusse le sue ricerche sul sistema circolatorio nel corso del XVII secolo, mentre Percivall Pott e John Abernethy svilupparono importanti principi della moderna chirurgia nel XVIII secolo, ed infine la signora Ethel Gordon Fenwick lavorò per far progredire la professione infermieristica alla fine del XIX secolo.
All'inizio della Riforma c'erano 28 asili in Svezia; Gustav Vasa li tolse dal controllo della chiesa ed espulse i monaci e le monache, ma permise ai manicomi di mantenere le loro proprietà e di continuare le loro attività sotto gli auspici del governo locale.
In gran parte dell'Europa le amministrazioni cittadine gestivano piccoli ospedali dello Spirito Santo, che erano stati fondati nel XIII e XIV secolo. Distribuivano cibo e indumenti gratuiti ai poveri, provvedevano cure a donne e bambini senza tetto e fornivano assistenza medica e infermieristica. Molti di questi furono comunque saccheggiati e chiusi durante la Guerra dei Trent'anni (1618–48), che per tre decenni devastò le città e i villaggi della Germania e delle aree centro-europee limitrofe.
Nel frattempo, in terre cattoliche come la Francia e l'Italia e la Spagna, le famiglie ricche continuavano a finanziare conventi e monasteri in quali fornivano servizi sanitari gratuiti ai poveri. Le pratiche francesi erano influenzate da un imperativo caritatevole che considerava la cura dei poveri e degli ammalati una parte necessaria della pratica cattolica. Le suore che allattavano avevano poca fiducia nel potere dei medici e delle loro medicine per curare i malati; più importante era fornire conforto psicologico e fisico, nutrimento, riposo, pulizia e soprattutto preghiera.
Nel Cinquecento, anche la penisola italiana venne attraversata da diverse emergenze sanitarie a causa delle guerre dell'epoca: la Controriforma tridentina enfatizzò l'attenzione alla popolazione e anche all'ospedalità. Grande diffusione ebbero in tutta la penisola gli ospedali degli Incurabili nati per combattere il dilagare della Sifilide: il primo sorse a Genova nel 1499 per iniziativa di Ettore Vernazza, che in rapida successione promosse diverse strutture analoghe in tutta la penisola, in particolare Roma nel 1515 (dove ebbe sede il principale, l'Arcispedale di San Giacomo degli Incurabili, dove nel 1582 Camillo de Lellis fondò l'ordine dei Chierici regolari Ministri degli Infermi, istituendo una nuova figura di religiosi-infermieri con una propria Regola) e Napoli nel 1517 (il grande Complesso degli Incurabili).

### America coloniale

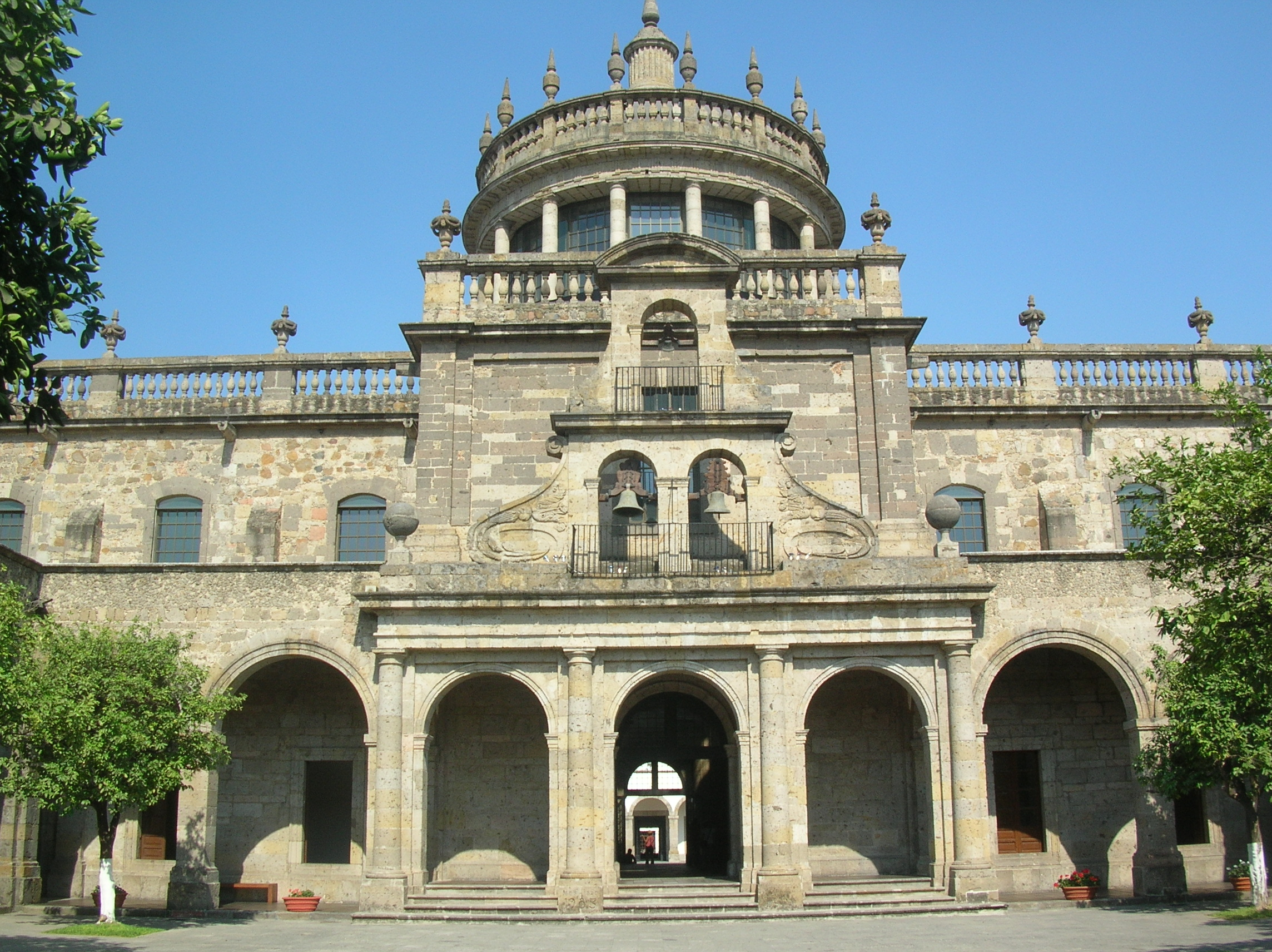
Hospicio Cabañas era il più grande ospedale dell'America coloniale, a Guadalajara, in Messico.

Il primo ospedale fondato nelle Americhe fu l'Ospedale San Nicolás de Bari a Santo Domingo, Distrito Nacional Repubblica Dominicana: fra' Nicolás de Ovando, governatore spagnolo e amministratore coloniale dal 1502 al 1509, ne autorizzò la costruzione il 29 dicembre 1503. Sembra che questo ospedale incorporasse anche una chiesa: la prima fase della sua costruzione fu completata nel 1519 e fu poi ricostruito nel 1552. Abbandonato infine a metà del XVIII secolo, le rovine dell'ospedale giacciono ora vicino alla Basilica Cattedrale di Santa María la Menor a Santo Domingo: oggi il sito è patrocinato dall'UNESCO, che lo ha riconosciuto Patrimonio dell'umanità.
I due primi ospedali del Nord America furono fondati dal conquistador spagnolo Hernán Cortés: l'ospedale dell'Immacolata Concezione e l'ospedale San Lazzaro. Il più antico fu quello l'Immacolata Concezione, fondato nel 1524 per prendersi cura dei poveri, oggi Hospital de Jesús Nazareno a Città del Messico.
In Québec, i cattolici gestivano ospedali ininterrottamente dal 1640; attiravano suore dall'élite provinciale. Jeanne Mance (1606–73) fondò il primo ospedale della città di Montreal, l'Hôtel-Dieu de Montréal, nel 1645. Nel 1657 reclutò tre suore dei Religiosi Ospedalieri di San Giuseppe e continuò a dirigere le operazioni dell'ospedale. Il progetto, iniziato dalla nipote del cardinale de Richelieu, ottenne una approvazione reale dal re Luigi XIII e fu gestito da un medico coloniale, Robert Giffard de Moncel. Il General Hospital di Quebec City è stato inaugurato nel 1692. Spesso si occupava di malaria, dissenteria e malattie respiratorie.

## XVIII secolo

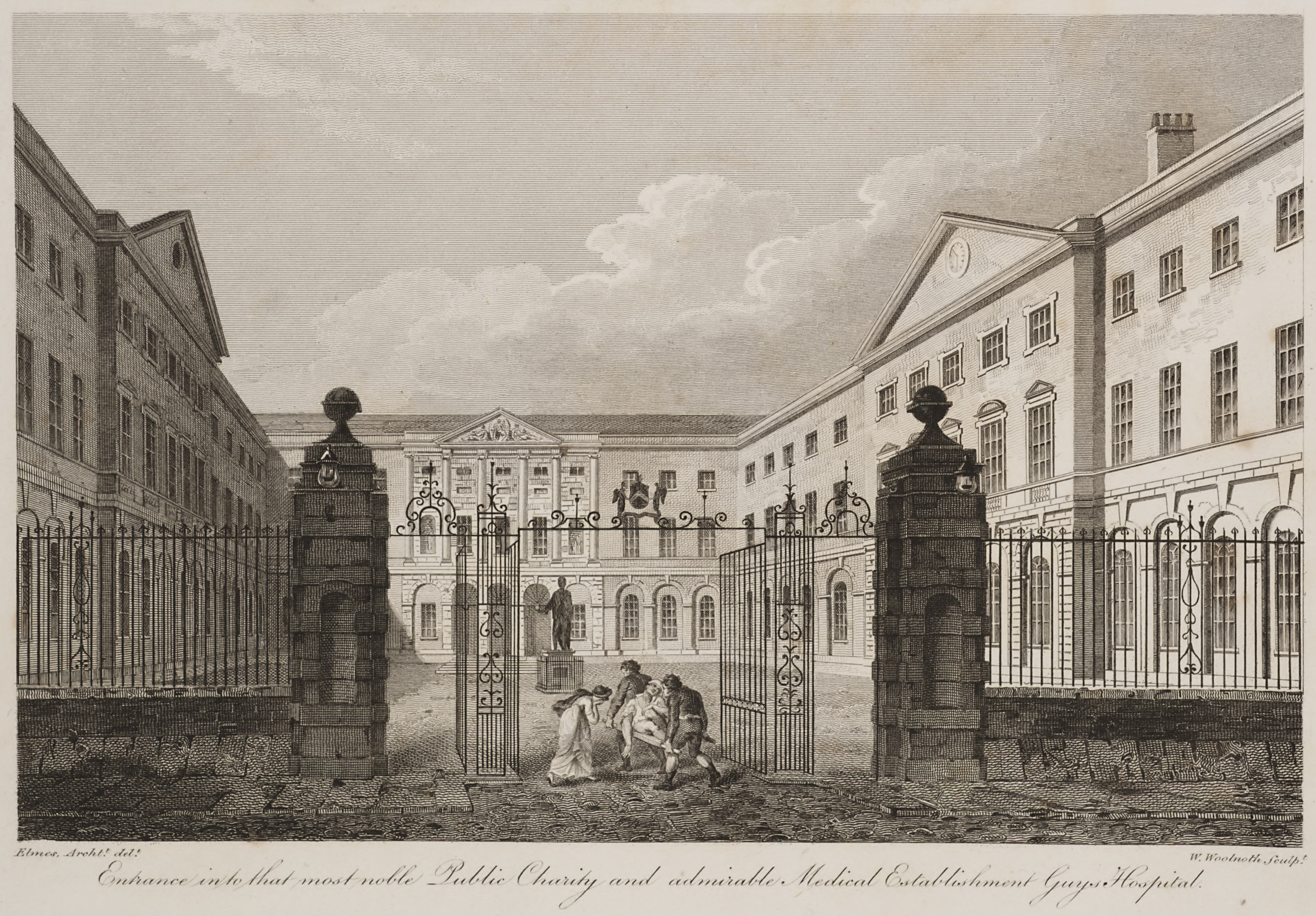
1820: Incisione del Guy's Hospital di Londra, uno dei primi ospedali volontari ad essere fondato nel 1724.

Nel XVIII secolo, sotto l'influenza dell'Illuminismo, iniziò ad apparire il moderno ospedale laico, che provvedeva esclusivamente alle esigenze mediche e che disponeva di medici e chirurghi qualificati, mentre le infermiere erano lavoratrici non addestrate. In questo caso, l'obiettivo era l'utilizzo di metodi moderni per curare i pazienti. Qui si fornivano servizi medici più ristretti e si istituirono delle autorità secolari: emerse pertanto una distinzione più netta tra medicina e assistenza sanitaria. All'interno degli ospedali, i casi acuti vennero trattati separatamente; inoltre vennero creati reparti distinti per diverse categorie di pazienti.
Il "movimento ospedaliero volontario" nacque all'inizio del XVIII secolo: i "Voluntary Hospitals" erano ospedali sostenuti da donazioni private e non dalla fiscalità generale, senza tuttavia una connotazione religiosa. Esempi di questi vennero fondati a Londra tra il 1710 e gli anni venti, come ad esempio il Westminster Hospital (1719) promosso dalla banca privata C.Hoare & Co e il Guy's Hospital (1724) finanziato dal lascito del ricco mercante, Thomas Guy. Nel corso del secolo sorsero altri ospedali sia a Londra che e in altre città britanniche,  pagati tramite abbonamenti privati. Il St. Bartholomew's a Londra fu ricostruito nel 1730 e il London Hospital fu aperto nel 1752.
Questi ospedali hanno rappresentato un punto di svolta nella funzione dell'istituzione; hanno cominciato ad evolversi dall'essere luoghi di cura di base per i malati fino a diventare dichiaratamente centri di innovazione e scoperte mediche sotto una nuova ottica, oltre che il luogo principale per l'istruzione e la formazione dei futuri professionisti. Alcuni dei più grandi chirurghi e medici dell'epoca lavorarono e trasmisero le loro conoscenze negli ospedali. Dunque, l'evoluzione avvenne da semplici case di rifugio a complesse istituzioni per la fornitura di medicinali e assistenza ai malati. L'Ospedale universitario Charité fu fondato a Berlino nel 1710 dal re Federico I di Prussia in risposta a un'epidemia di peste.
Il concetto degli ospedali volontari si diffuse anche nell'America coloniale; il Bellevue Hospital fu aperto nel 1736, il Pennsylvania Hospital nel 1752, il New York Hospital nel 1771 e il Massachusetts General Hospital nel 1811. Quando il Vienna General Hospital fu aperto nel 1784 (diventando immediatamente l'ospedale più grande del mondo), i medici acquisirono una nuova struttura che gradualmente si trasformò in uno dei centri di ricerca più importanti.
Un'altra innovazione caritatevole dell'era dell'Illuminismo fu il dispensario; questi fornivano ai poveri medicinali gratuitamente. Il London Dispensary aprì le sue porte nel 1696 come prima clinica del genere nell'impero britannico. L'idea prese piede con lentezza fino al 1770, quando comparvero molte di queste organizzazioni, tra cui il Public Dispensary of Edinburgh (1776), il Metropolitan Dispensary and Charitable Fund (1779) e il Finsbury Dispensary (1780). I dispensari furono aperti anche a New York 1771, Philadelphia 1786 e Boston 1796.
In tutta Europa le scuole di medicina si basavano ancora principalmente su conferenze e lezioni. Nell'ultimo anno, gli studenti avrebbero avuto un'esperienza clinica limitata seguendo il professore attraverso i reparti. Il lavoro di laboratorio era raro e le dissezioni venivano eseguite raramente a causa delle restrizioni legali sui cadaveri. La maggior parte delle scuole erano di piccole dimensioni e solo Edimburgo, in Scozia, con 11.000 alunni, ha prodotto un gran numero di diplomati.

## XIX secolo
Il medico inglese Thomas Percival (1740-1804) scrisse un sistema completo di condotta medica, Medical Ethics; or, a Code of Institutes and Precepts, Adapted to the Professional Conduct of Physicians and Surgeon (1803) che stabilì lo standard per molti libri di testo.

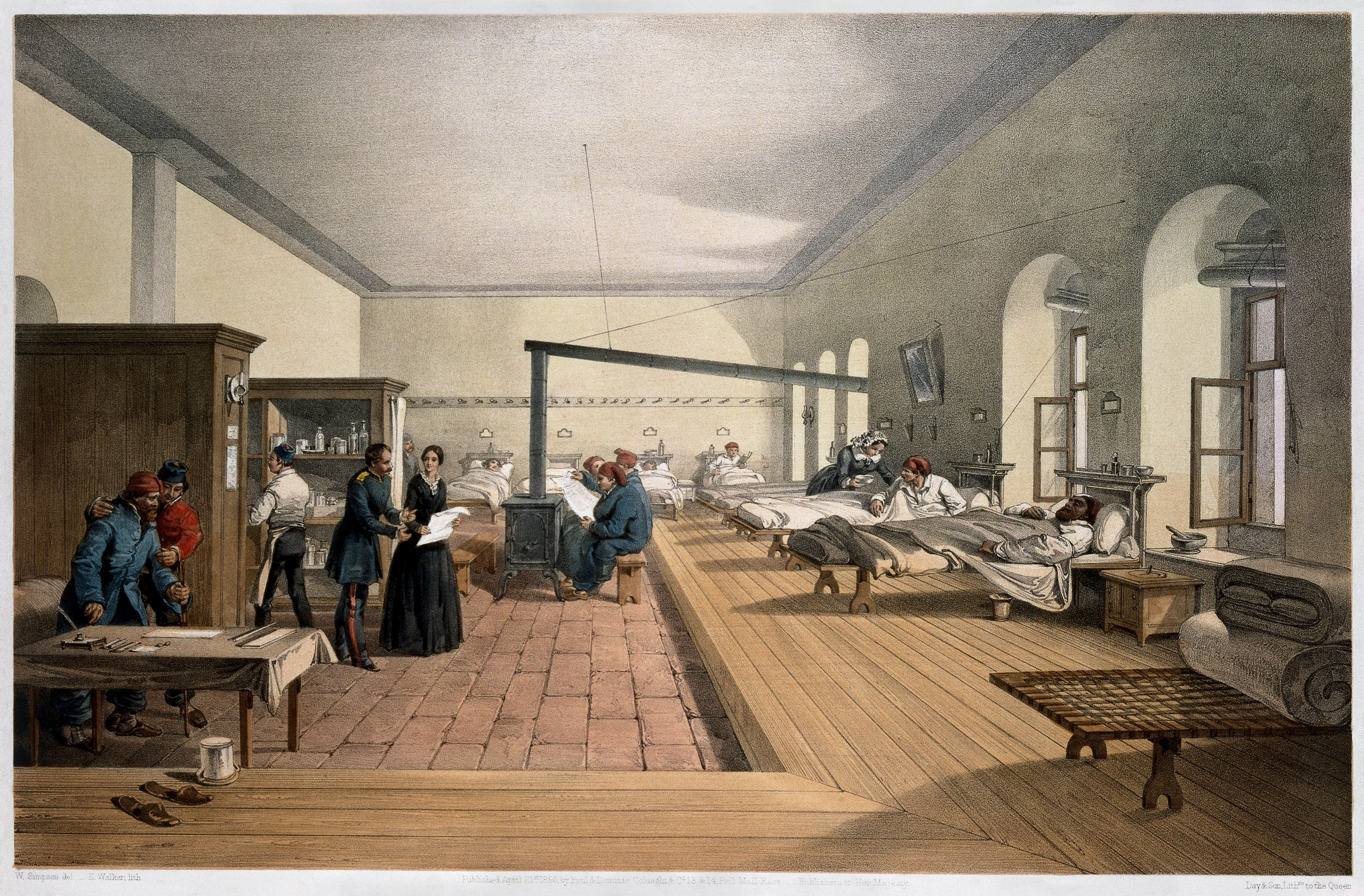
Un reparto dell'ospedale degli Scutari dove Florence Nightingale lavorò e contribuì a ristrutturare il moderno ospedale.

A metà Ottocento gli ospedali e la professione medica divennero più professionalizzati, con una riorganizzazione della gestione ospedaliera secondo linee più burocratiche e amministrative. L'Apothecaries Act 1815 ha reso obbligatorio per gli studenti di medicina l'esercizio per almeno sei mesi in un ospedale come parte della loro formazione. Un esempio di questa professionalizzazione fu il Charing Cross Hospital, istituito nel 1818 come "West London Infirmary and Dispensary" grazie ai fondi forniti dal dottor Benjamin Golding. Nel 1821 trattava quasi 10.000 pazienti all'anno e fu trasferito in quartieri più grandi vicino a Charing Cross, nel cuore di Londra. La sua Charing Cross Hospital Medical School è stata aperta nel 1822. Si espanse più volte e nel 1866 si aggiunse uno staff infermieristico professionale.
Florence Nightingale è stata pioniera della moderna professione infermieristica durante la guerra di Crimea, quando ha dato un esempio di compassione, impegno per la cura del paziente e amministrazione ospedaliera diligente e premurosa. Il primo programma ufficiale di formazione per infermieri, la Nightingale School for Nurses, fu aperto nel 1860, con la missione di addestrare gli infermieri a lavorare negli ospedali, a lavorare con i poveri e ad insegnare.
La Nightingale è stata determinante nel riformare la natura dell'ospedale, migliorando gli standard sanitari e cambiando l'immagine dell'ospedale da un luogo in cui i malati sarebbero andati a morire, a un'istituzione dedicata al recupero e alla guarigione. Ha anche sottolineato l'importanza della misurazione statistica per determinare il tasso di successo di un determinato intervento e ha spinto per la riforma amministrativa negli ospedali.
Durante la metà del XIX secolo, la Seconda Scuola di Medicina Viennese emerse con il contributo di medici come Carl Freiherr von Rokitansky, Josef Škoda, Ferdinand Ritter von Hebra e Ignaz Philipp Semmelweis ampliando la scienza medica di base ma anche le specializzazioni avanzate. Inoltre, a Vienna furono fondate le prime cliniche di dermatologia, occhi, orecchie, naso e gola del mondo.
A Roma, dove la tradizione di ospitalità era la più antica e patrimonializzata grazie ad una lunga tradizione di lasciti e donazioni consistenti (Spedalità romane), con regio decreto nel 1896 si accentrò il grande patrimonio ospedaliero di tutti i diversi ospedali romani in un unico ente: il Pio Istituto di Santo Spirito e Ospedali Riuniti, che divenne così il più grande d'Europa.
Alla fine del XIX secolo, l'ospedale moderno iniziò a prendere forma con una proliferazione di una varietà di sistemi ospedalieri pubblici e privati. Nel 1870, gli ospedali avevano più che triplicato la loro ricettività media originale di 3.000 pazienti. Nell'Europa continentale i nuovi ospedali erano generalmente costruiti e gestiti con fondi pubblici. L'infermieristica è stata professionalizzata in Francia all'inizio del XX secolo. A quel tempo, i 1.500 ospedali del paese erano gestiti da 15.000 suore in rappresentanza di oltre 200 ordini religiosi. La politica del governo dopo il 1900 fu di secolarizzare le istituzioni pubbliche e diminuire il ruolo della Chiesa cattolica. Nuove scuole per infermiere gestite dal governo formarono così infermiere non religiose che erano previste per ruoli di supervisione. Durante la prima guerra mondiale, un'ondata di volontari patriottici portò un gran numero di donne della classe media non addestrate negli ospedali militari. Questo fenomeno cessò quando la guerra finì, ma l'effetto a lungo termine fu quello di aumentare il prestigio dell'assistenza infermieristica. Nel 1922 il governo rilasciava un diploma nazionale per infermieristica.

### Medicina di Parigi

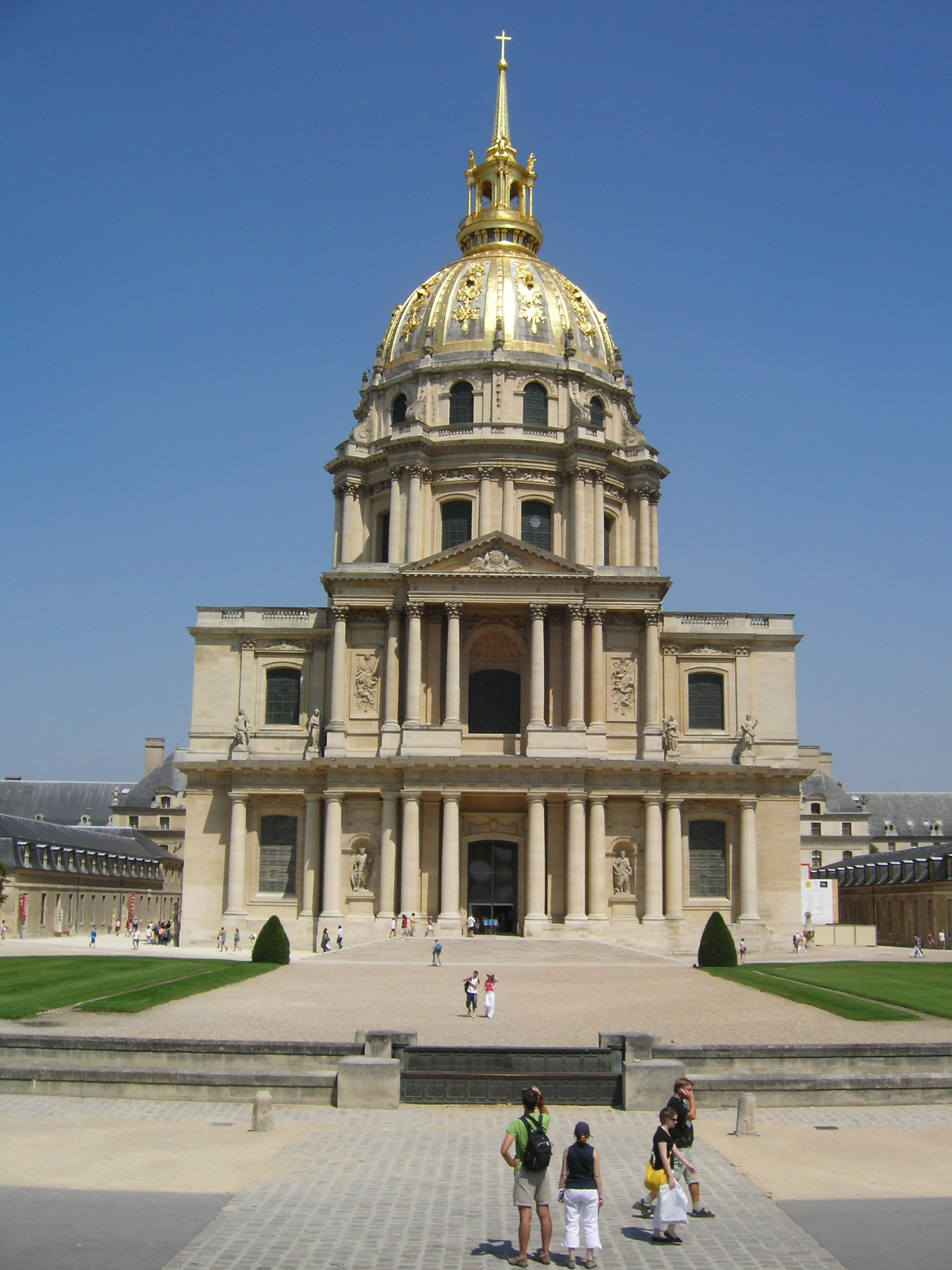
La chiesa dell'Ospedale Les Invalides a Parigi, costruito alla fine del Seicento, mostra il legame ancora stretto tra gli ospedali e la chiesa cattolica

A cavallo del XIX secolo, la medicina parigina ha svolto un ruolo significativo nel plasmare la medicina clinica. La nuova enfasi sull'esame fisico del corpo ha portato a metodi come percussioni, ispezione, palpazione, auscultazione e autopsia. La situazione a Parigi era particolarmente singolare a causa del fatto che c'era una concentrazione molto grande di professionisti medici in un ambiente molto piccolo, consentendo un grande flusso di idee e la diffusione dell'innovazione. Una delle innovazioni emerse dall'ambiente ospedaliero di Parigi è stata lo stetoscopio di Laennec. Dora B. Weiner afferma che la diffusa accettazione dello stetoscopio probabilmente non sarebbe avvenuta in nessun altro ambiente, e l'ambiente ha permesso a Laennec di trasmettere questa tecnologia alla entusiasta comunità medica che lì si era riunita; questa invenzione ha anche portato ancora più attenzione alla scena parigina.

Prima dell'inizio del XIX secolo, erano presenti molti problemi esistenti all'interno del sistema medico francese. Questi problemi sono stati delineati dai molti che cercavano di riformare gli ospedali, incluso un chirurgo contemporaneo Jacques Tenon nel suo libro Memoirs on Paris Hospitals: alcuni dei problemi su cui Tenon ha richiamato l'attenzione erano la mancanza di spazio per i pazienti, l'incapacità di separare i pazienti in base al tipo di malattia (compresi quelli contagiosi) e problemi generalizzati di igiene. Inoltre, la rivoluzione secolare portò alla nazionalizzazione degli ospedali precedentemente di proprietà della Chiesa cattolica e ha portato alla richiesta di una riforma ospedaliera che in realtà spinse per la deistituzionalizzazione della medicina: questo contribuì allo stato di disordine degli ospedali di Parigi in cui caddero ben presto, il che infine richiese l'istituzione di un nuovo sistema ospedaliero delineato dalla legge del 1794. La legge del 1794 ha giocato un ruolo significativo nel rivoluzionare la medicina di Parigi perché mirava ad affrontare alcuni dei problemi che affliggevano gli ospedali parigini dell'epoca.

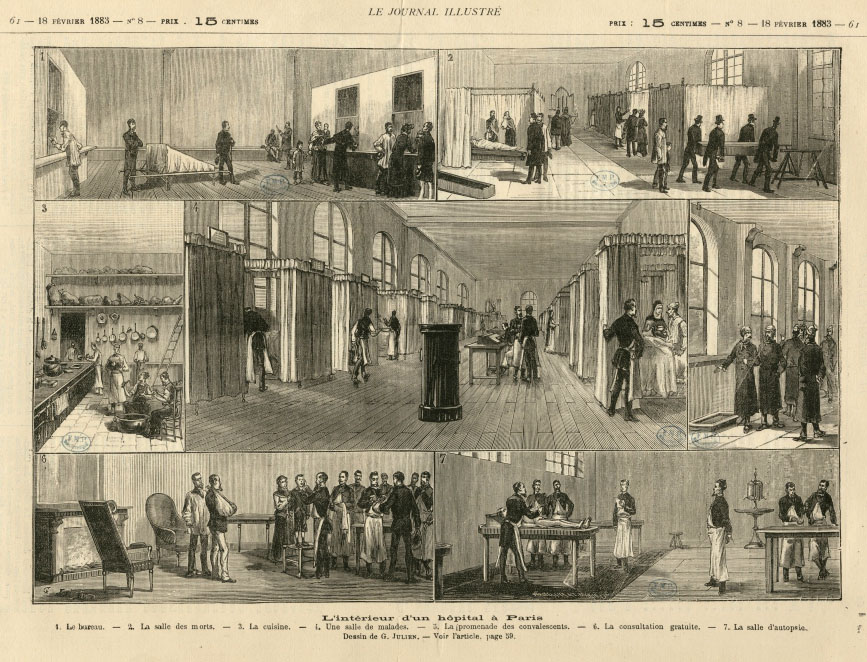
Clinica a Parigi nel 1883.

Innanzi tutto, la legge del 1794 creò tre nuove scuole a Parigi, Montpellier e Strasbour a causa della mancanza di professionisti medici disponibili per curare un esercito francese in aumento. Diede inoltre a medici e chirurghi lo stesso status all'interno dell'ambiente ospedaliero, mentre in precedenza i medici erano considerati culturalmente superiori. Ciò ha portato all'integrazione della chirurgia nella formazione medica tradizionale, contribuendo a una nuova generazione di medici incentrati su patologia, anatomia e diagnosi. La nuova attenzione all'anatomia è stata ulteriormente facilitata da questa legge perché ha assicurato che gli studenti di medicina avessero abbastanza corpi da sezionare. Inoltre, l'educazione patologica è stata promossa dall'aumento dell'uso di autopsie per determinare la causa di morte di un paziente. Infine, la legge del 1794 stanziava fondi per gli insegnanti stipendiati a tempo pieno negli ospedali, oltre a creare borse di studio per studenti di medicina. Nel complesso, la legge del 1794 ha contribuito allo spostamento dell'insegnamento medico dalla teoria alla pratica e all'esperienza, il tutto all'interno di un ambiente ospedaliero. Gli ospedali divennero centri per l'apprendimento e lo sviluppo di tecniche mediche, il che costituiva un allontanamento dalla concezione precedente di ospedale come un'area che accettava persone che avevano bisogno di aiuto di qualsiasi tipo, fossero malati oppure no. Questo cambiamento era coerente con gran parte della filosofia del tempo, in particolare le idee di John Locke che predicava che l'osservazione usando i propri sensi era il modo migliore per analizzare e comprendere un fenomeno. Foucalt, tuttavia, criticò questo cambiamento nel suo libro The Birth of the Clinic, affermando che questo cambiamento aveva distolto l'attenzione dal paziente e dai pazienti così "oggettivizzati", con conseguente perdita della narrativa del paziente. Ha sostenuto che da questo punto in avanti, agli occhi dei medici, i pazienti hanno perso la loro umanità e sono diventati più simili ad oggetti da ispezionare ed esaminare.
Il progresso successivo nella medicina parigina arrivò con la creazione di un sistema di esami, che dopo il 1803 fu richiesto per rilasciare le licenze di tutte le professioni mediche, creando così un sistema di licenze uniforme e centralizzato. Questa legge creò un'altra classe di professionisti della salute, principalmente per coloro che vivono fuori dalle città, che non dovevano passare attraverso il prezzo della licenza ma invece hanno seguito un processo di formazione più semplice e più breve.
Un'altra area influenzata dagli ospedali parigini era lo sviluppo delle specialità. La struttura di un ospedale di Parigi consentiva ai medici una maggiore libertà di perseguire i propri interessi professionali, oltre a fornire le risorse necessarie. Un esempio di un medico che ha utilizzato questa flessibilità per condurre la ricerca è Phillipe Pinel che condusse uno studio di quattro anni sul ricovero e il trattamento delle donne malate di mente all'interno dell'ospedale Salpêtriére: questo è stato il primo studio mai condotto di questa portata da un medico, e il Pinel è stato il primo a concludere che i pazienti che hanno a che fare con malattie simili potevano essere raggruppati, confrontati e classificati.

### Ospedali protestanti

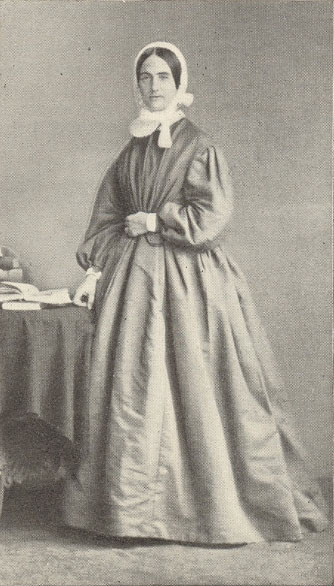
Elizabeth Catherine Ferard, prima diaconessa della Chiesa d'Inghilterra.

Le chiese protestanti rientrarono nel campo della salute nel XIX secolo, soprattutto con l'istituzione di ordini femminili, le cui aderenti erano chiamate diaconesse e che si dedicavano ai servizi infermieristici. Questo movimento iniziò in Germania nel 1836 quando Theodor Fliedner e sua moglie aprirono la prima casa madre della diaconessa a Kaiserswerth sul Reno: questo divenne un modello imitato anche altrove, per cui nel giro di mezzo secolo vi erano oltre 5.000 diaconesse in Europa. La Chiesa d'Inghilterra nominò la sua prima diaconessa nel 1862. La North London Deaconess Institution formava le diaconesse per altre diocesi e alcune prestarono servizio all'estero.
William Passavant nel 1849 portò le prime quattro diaconesse a Pittsburgh, negli Stati Uniti, dopo aver visitato Kaiserswerth: lavorarono poi presso la Pittsburgh Infirmary (ora Passavant Hospital).
I metodisti americani resero i servizi medici una priorità sin dal 1850. Iniziarono ad aprire istituzioni di beneficenza come orfanotrofi e case per anziani. Nel 1880, i metodisti iniziarono ad aprire ospedali negli Stati Uniti e che servivano persone di tutte le confessioni religiose. Nel 1895, 13 ospedali erano in funzione nelle principali città.

### Ospedali cattolici
Negli anni 1840-1880, i cattolici di Filadelfia fondarono due ospedali, per i cattolici irlandesi e tedeschi. Questi dipendevano da ricavi dei malati paganti e divennero importanti istituzioni sanitarie e assistenziali nella comunità cattolica. Nel 1900 i cattolici avevano istituito ospedali nella maggior parte delle grandi città. A New York i Domenicani, i Francescani, le Suore della Carità e altri ordini istituirono ospedali per prendersi cura principalmente del proprio gruppo etnico. Negli anni '20 servivano tutti nel quartiere. Anche nelle città più piccole i cattolici istituirono ospedali, come il St. Patrick Hospital a Missoula, nel Montana: le Suore della Provvidenza lo aprirono nel 1873, in parte finanziato dal contratto della contea per prendersi cura dei poveri e gestiva anche una scuola materna e un collegio; costruirono un ospedale più grande nel 1890.
Le suore fornivano tipicamente assistenza infermieristica soprattutto per malattie infettive e lesioni traumatiche tra la clientela giovane, anche maschile. Facevano anche proselitismo tra i pazienti per attirare i convertiti e riportare nella Chiesa i cattolici che se ne erano allontanati. Gli ospedali cattolici erano in gran parte gestiti da ordini cattolici di suore e studenti di infermieristica, fino a quando la popolazione di suore non diminuì drasticamente dopo gli anni sessanta. La Catholic Hospital Association fu costituita nel 1915.

### Ospedali cinesi
Tradizionalmente, la medicina cinese faceva affidamento su piccole cliniche private e guaritori individuali fino alla metà del XVIII secolo, quando furono istituiti in Cina gli ospedali missionari gestiti dalle chiese occidentali. Nel 1870, l'ospedale Tung Wah divenne il primo ospedale a offrire la medicina tradizionale cinese. Dopo la rivoluzione culturale del 1949, la maggior parte degli ospedali cinesi è diventata pubblica.

## XX e XXI secolo

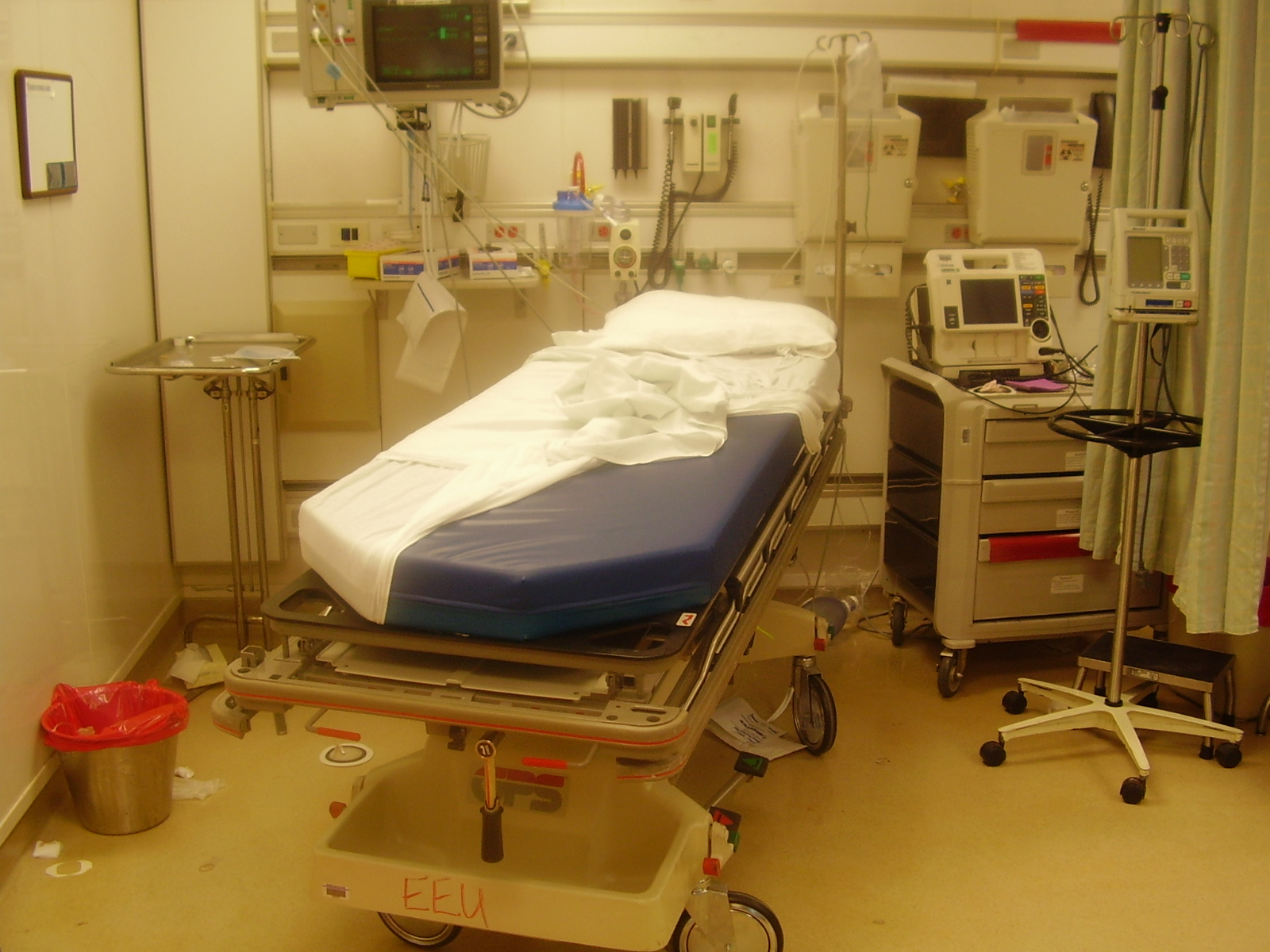
Il letto della sala di rianimazione dopo un intervento traumatico mostra le attrezzature altamente tecnologiche dei moderni ospedali

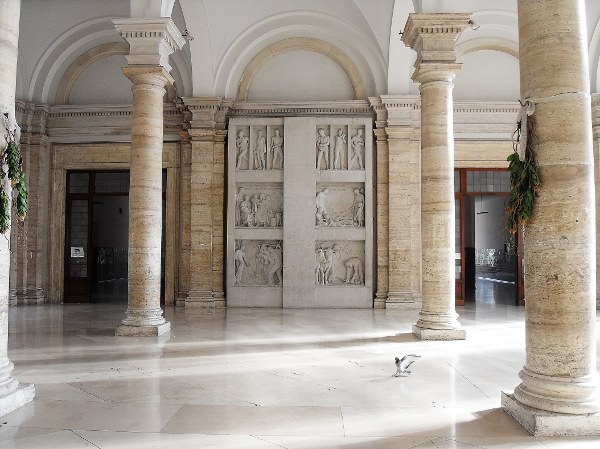
Ingresso dell'Ospedale Forlanini di Roma

Negli Stati Uniti, il numero di ospedali raggiunse 4400 nel 1910, quando fornirono 420.000 posti letto. Questi erano gestiti da agenzie cittadine, statali e federali, da chiese, da organizzazioni no-profit autonome e da imprese a scopo di lucro. Tutte le principali denominazioni costruirono ospedali; i 541 ospedali cattolici (nel 1915) erano composti principalmente da suore non pagate. Gli altri ospedali avevano come personale talvolta anche un piccolo gruppo di diaconesse. Gli ospedali senza scopo di lucro sono stati integrati da grandi ospedali pubblici nelle principali città e ospedali di ricerca spesso affiliati a una scuola di medicina. Il più grande sistema ospedaliero pubblico d'America è la New York City Health and Hospitals Corporation, che include anche il Bellevue Hospital, il più antico ospedale degli Stati Uniti, affiliato alla New York University Medical School.
Nel Novecento si afferma per gli ospedali l'architettura Monoblocco, che concentra tutte le funzioni in un unico edificio a differenza della precedente struttura a padiglioni. Nata negli Stati Uniti nella prima metà del secolo, si afferma in seguito anche in Europa.
Il National Health Service, il principale fornitore di assistenza sanitaria in Gran Bretagna, fu fondato nel 1948 e prese il controllo di quasi tutti gli ospedali.
I miglioramenti nella medicina, nella tecnologia medica, nelle principali pandemie mondiali nel 1918 e nel 2020 e nella gestione e nel consolidamento degli ospedali sono stati le principali influenze sugli ospedali durante il XX e il XXI secolo. Nel primo dopoguerra il senatore Eugenio Morelli promosse un sistema sanatoriale per contrastare l'epidemia di tubercolosi: nel 1934 a Roma fu costruita l'innovativa struttura dell'Ospedale Carlo Forlanini, così intitolato in onore dell'inventore dello pneumotorace artificiale. Questo fu il più grande istituto in Europa interamente dedicato alla lotta a questa malattia, circondato da un grande parco proprio per favorire il decorso di essa; dopo la fine dell'epidemia, il Forlanini estese la sua attività alle altre malattie polmonari, mantenendo questa specializzazione come polo d'eccellenza. Anche a Milano nacque una grande struttura per fronteggiare la tubercolosi, l'Ospedale Luigi Sacco, che in seguito divenne invece un ospedale generale; un'altra grande struttura, intitolata a Morelli, fu costruita a Sondalo, nel verde. Analoga struttura fu costruita a Trieste, l'Ospedale Santorio Santorio, struttura unica per la favorevole posizione collinare in cui il ricambio dell'aria era garantito dalle brezze marine.

### Assistenza infermieristica
- Bullough, Vern L. e Bullough, Bonnie. The Care of the Sick: The Emergence of Modern Nursing (1978).
- D'Antonio, Patricia. American Nursing: A History of Knowledge, Authority, and the Meaning of Work (2010), 272pp
- Davies, Celia, ed. Riscrittura della storia infermieristica (1980),
- Dingwall, Robert, Anne Marie Rafferty, Charles Webster. Un'introduzione alla storia sociale dell'infermieristica (Routledge, 1988)
- Dock, Lavinia Lloyd. Breve storia dell'assistenza infermieristica dai tempi più antichi fino ai giorni nostri (1920) testo completo online ; versione abbreviata di M. Adelaide Nutting and Dock, A History of Nursing (4 vol 1907); vol 1 in linea ; vol 3 online
- Donahue, M. Patricia. Nursing, The Finest Art: An Illustrated History (3ª ed. 2010), include oltre 400 illustrazioni; 416pp;
- Fairman, Julie e Joan E. Lynaugh. Critical Care Nursing: A History (2000)
- Hutchinson, John F. Champions of Charity: War and the Rise of the Red Cross (1996) 448 pp.
- Judd, Deborah. A History of American Nursing: Trends and Eras (2009) 272pp
- Lewenson, Sandra B. e Eleanor Krohn Herrmann. Catturare la storia infermieristica: una guida ai metodi storici nella ricerca (2007)
- Schultheiss, Katrin. Corpi e anime: politica e professionalizzazione dell'assistenza infermieristica in Francia, 1880-1922 (Harvard UP, 2001) testo completo online su ACLS e-book
- Snodgrass, Mary Ellen. Historical Encyclopedia of Nursing (2004), 354pp; dall'antichità ai giorni nostri
- Takahashi, Aya. The Development of the Japanese Nursing Profession: Adopting and Adapting Western Influences (Routledgecurzon, 2011)

### Ospedali in Gran Bretagna
- Bostridge. Marchio. Florence Nightingale: The Making of an Icon (2008)
- Carruthers, G. Barry. di History of Britain's Hospitals (2005)
- Cherry, Stephen. Servizi medici e ospedale in Gran Bretagna, 1860-1939 (1996)
- Gorsky, Martin. "The British National Health Service 1948-2008: A Review of the Historiography," Social History of Medicine, dicembre 2008, vol. 21 Edizione 3, pagg. 437–460
- Helmstadter, Carol e Judith Godden, a cura di. Nursing before Nightingale, 1815-1899 (Surrey, UK: Ashgate, 2011) 219 pagg. Sull'Inghilterra
- Nelson, Sioban e Ann Marie Rafferty, eds. Notes on Nightingale: The Influence and Legacy of a Nursing Icon (2010) 172 pp.
- Reinarz, Jonathan. "Health Care in Birmingham: The Birmingham Teaching Hospitals, 1779-1939" (Woodbridge: Boydell Press, 2009)
- Dolce, Helen. "Stabilire connessioni, ripristinare le relazioni: esplorare la storiografia dell'infermieristica in Gran Bretagna", Gender and History, novembre 2007, vol. 19 Numero 3, pagg. 565–80

### Ospedali in Nord America
- Agnew, G. Harvey. Ospedali canadesi, 1920-1970, A Dramatic Half Century (University of Toronto Press, 1974)
- Bonner, Thomas Neville. Medicina a Chicago: 1850-1950 (1957). pp. 147–74
- J. T. H. Connor, Hospital History in Canada and the United States, in Canadian Bulletin of Medical History, vol. 7, n. 1, 1990,  pp. 93-104, DOI:10.3138/cbmh.7.1.93, PMID 11622358.
- Crawford, DS "Bibliografia delle storie degli ospedali e delle scuole infermieristiche canadesi" .
- D'Antonio, Patricia. American Nursing: A History of Knowledge, Authority, and the Meaning of Work (2010), 272pp
- Fairman, Julie e Joan E. Lynaugh. Critical Care Nursing: A History (2000)
- Judd, Deborah. A History of American Nursing: Trends and Eras (2009) 272pp
- Kalisch, Philip Arthur e Beatrice J. Kalisch. The Advance of American Nursing (2ª ed. 1986); ribattezzato American Nursing: A History (4ª ed. 2003), la storia standard
- Reverby, Susan M. Ordered to Care: The Dilemma of American Nursing, 1850-1945 (1987)
- Rosenberg, Charles E. The Care of Strangers: The Rise of America's Hospital System (1995) dalla storia al 1920
- Rosner, David. A Once Charitable Enterprise: Hospitals and Health Care a Brooklyn e New York 1885-1915 (1982)
- Starr, Paul. La trasformazione sociale della medicina americana: l'ascesa di una professione sovrana e la creazione di una vasta industria (1984)
- Stevens, rosmarino. In Sickness and in Wealth: American Hospitals in the Twentieth Century (1999); testo completo negli e-book ACLS
- Vogel, Morris J. The Invention of the Modern Hospital: Boston 1870-1930 (1980)
- Wall, Barbra Mann. Imprenditori improbabili: suore cattoliche e mercato ospedaliero, 1865-1925 (2005)
- Wall, Barbra Mann. Ospedali cattolici americani: un secolo di mercati e missioni che cambiano (2010)